# Westpark (München)

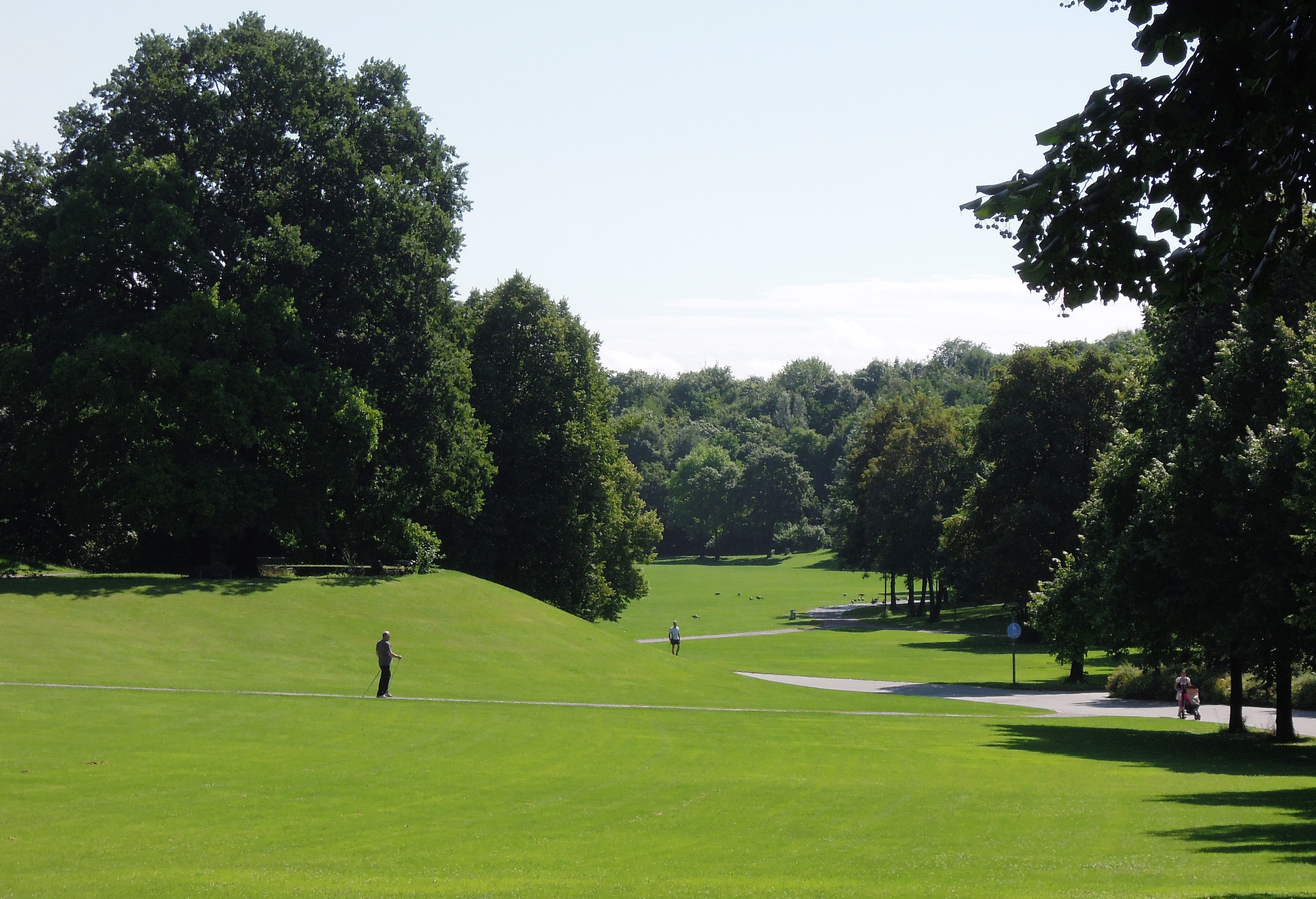
Blick in die Tallandschaft des Westparks, östlicher Teil

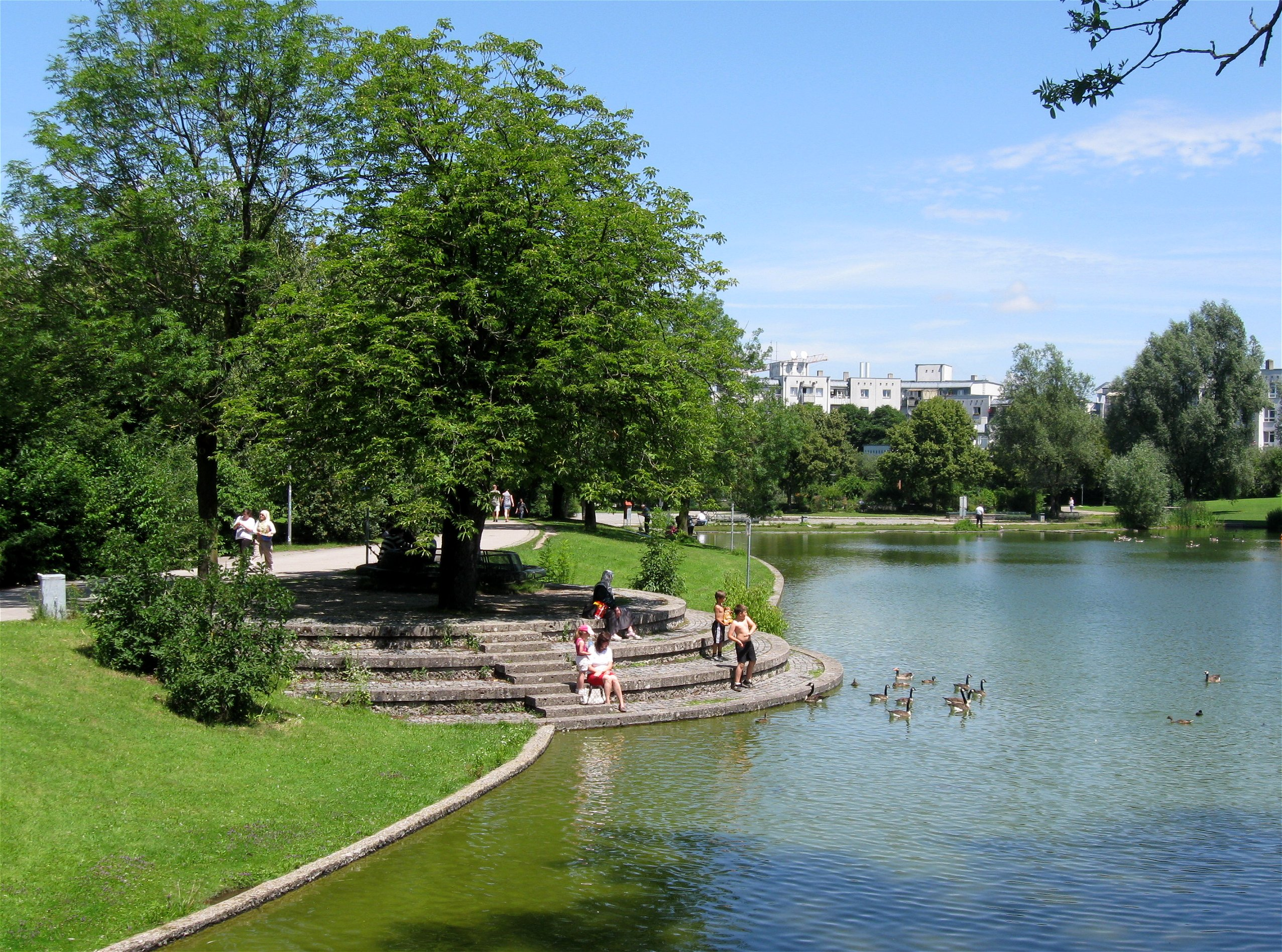
Der Mollsee im Ostteil

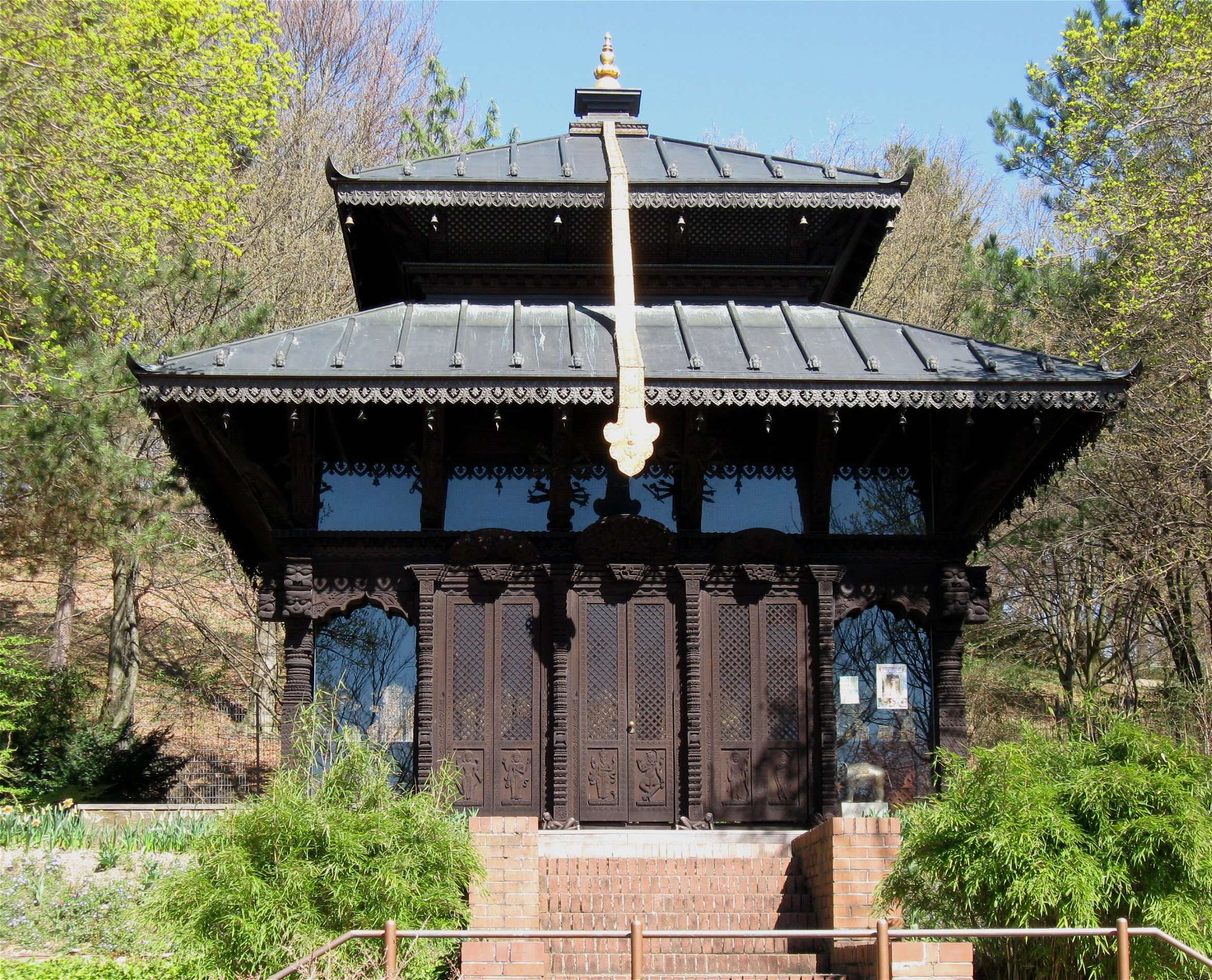
Nepalesische Pagode im Ostasienensemble

Der Westpark ist eine Parkanlage im Münchner Stadtbezirk Sendling-Westpark. Er wurde für die Internationale Gartenbauausstellung (IGA) 1983 angelegt und ist seit deren Ende frei zugänglich. Der Westpark ist nach einer Erweiterung bei einer Ost-West-Ausdehnung von etwa 2,4 Kilometern 69 Hektar groß. Er wird durch den Mittleren Ring (Garmischer Straße) in einen Ost- und einen Westabschnitt geteilt, die durch eine begrünte, breite Fußgänger- und Fahrradüberführung verbunden sind.
Zum Freizeitangebot des Parks gehören Spiel- und Sportplätze, Grillgelegenheiten sowie Spazier- und Fahrradwege. Im Westteil befindet sich der Biergarten und das Wirtshaus am Rosengarten, im Ostteil der Biergarten Hopfengarten und das alternative Café Gans am Wasser. Blumen- und Staudengärten, ein Alpinum, ein Rosengarten, ein historischer Garten, ein Blindengarten, das Ostasien-Ensemble mit Gärten und Bauten sowie weitere Nationengärten sind Anziehungspunkte für die Besucher und machen den Westpark zum meistbesuchten städtischen Park in München. Weiterhin ist der Park schon seit der Gartenbau-Ausstellung Standort mehrerer bedeutender Kunstwerke im öffentlichen Raum.

## Geschichte
Das Gelände des späteren Westparks waren in den 1970er Jahren rund 60 Hektar weitgehend unbebautes Brachland im damaligen Stadtbezirk Waldfriedhofsviertel, das im Norden von der Lindauer Autobahn und deren Ende und Einmündung in den westlichen Mittleren Ring geprägt war. Im Osten grenzte die Fläche an das Betriebsgelände eines Bauunternehmens und die Bahnlinie nach Großhesselohe. Im Süden waren nach dem Zweiten Weltkrieg an den Hauptstraßen eine Zeilenbebauung, dahinter im Südwesten Einfamilienhäuser und im Südosten Wohnblöcke bis nahe der Fläche entstanden. Im Norden liegen am Autobahnende Sportflächen und die für die Olympischen Spiele 1972 gebaute Rudi-Sedlmayer-Halle (von 2011 bis 2023 Audi Dome; seit 2023 BMW Park). Im Südwesten der Fläche lag ein aufgelassenes Kieswerk, im Osten befanden sich zwei kleine Gewerbeflächen und die stillgelegte Radrennbahn des RC Amor München. Das Gelände war eben, wurde teilweise landwirtschaftlich genutzt. Bis auf zwei alte Eichen östlich des Mittleren Rings war die Fläche baumlos.
In der Zeit des Nationalsozialismus war der östliche Teil des Geländes für die nie verwirklichte Kraft-durch-Freude-Stadt vorgesehen, eine Siedlung für Arbeiter, die die Monumentalbauten auf der geplanten Achse von Pasing bis zur Innenstadt errichten sollten. Nach dem Zweiten Weltkrieg waren eine Verlängerung der Lindauer Autobahn als Bundesstraße bis zur Lindwurmstraße, ein Großparkplatz für das damalige Messegelände auf der Theresienhöhe sowie Wohn- und Gewerbebauten im Gespräch. Dagegen wandten sich Bürgerinitiativen und Lokalpolitiker, die eine Parkanlage für die stark bebauten Stadtteile Sendling, Laim und das nahe gelegene Westend forderten. München hatte in Vorbereitung der Olympischen Spiele auch das Wohn- und Gewerbeflächenangebot stark ausgebaut, und bei stagnierender oder kurzzeitig sinkender Einwohnerzahl standen 1973 rund 5000 Wohnungen in München leer, weshalb damals der politische Druck, Bauland zu erschließen, kurzzeitig zurückging.
Der Stadtentwicklungsplan von 1975 sah ein grünes Netz mit einem neuen West-, Ost- und Nordpark vor; der Nordpark nahe dem Stadtteil Freimann wurde 1973 auch als Standort für eine eventuelle Bewerbung der Stadt München um die Internationale Gartenbauausstellung 1983 benannt. 1976 zeichnete sich ab, dass eine Gartenbauausstellung im Nordpark – wegen dessen Lage abseits dicht bebauter Stadtviertel, ohne geeignete Flächen für Ausstellungshallen und wegen der gewaltigen Größe – keine Förderung durch den Freistaat Bayern und den Bund zu erwarten hatte. Daher kam die Idee auf, die IGA im Westpark zu veranstalten. Sie wurde vom Gartenbauamt der Stadt ausformuliert und der Münchner Stadtrat beschloss den Bau des Westparks und dessen Bewerbung für die Gartenbauausstellung.
Im gleichen Jahr wurde der Stadtentwicklungsplan durch einen Grün- und Erholungsflächenplan ergänzt, der die Planungsgrundlage für den Westpark darstellte. Jedoch war im Jahr 1974 auf den Südteil des Geländes für das Unternehmen Bayernwerk Baurecht mit einer hohen Geschossflächenzahl übertragen worden. Es stand den Plänen im Wege und nach umfangreichen Verhandlungen wurde das Baurecht im Zuge der Westparkplanungen auf das ehemalige städtische Kohlenlager an der Heckenstallerstraße erneut verlegt. Daraus entstand schließlich die Siedlung am Gottfried-Böhm-Ring. Erst durch die Verlegung des Baurechts, die Aufgabe der weiteren Planungen und den Ankauf von rund der Hälfte des Gebietes aus Privatbesitz durch die Stadt wurde es möglich, das bisherige Brachgelände vollständig für den Westpark zu nutzen. Im Zuge der Verhandlungen ergab sich, dass das im Osten an den künftigen Park angrenzende Firmengelände des Bauunternehmens Leonhard Moll mit rund 14 Hektar in den folgenden Jahren aufgegeben würde und während der Ausstellung genutzt werden konnte. Die Stadt konnte einen Teil der Fläche ankaufen und dem Park dauerhaft zuschlagen.

### Entwurf

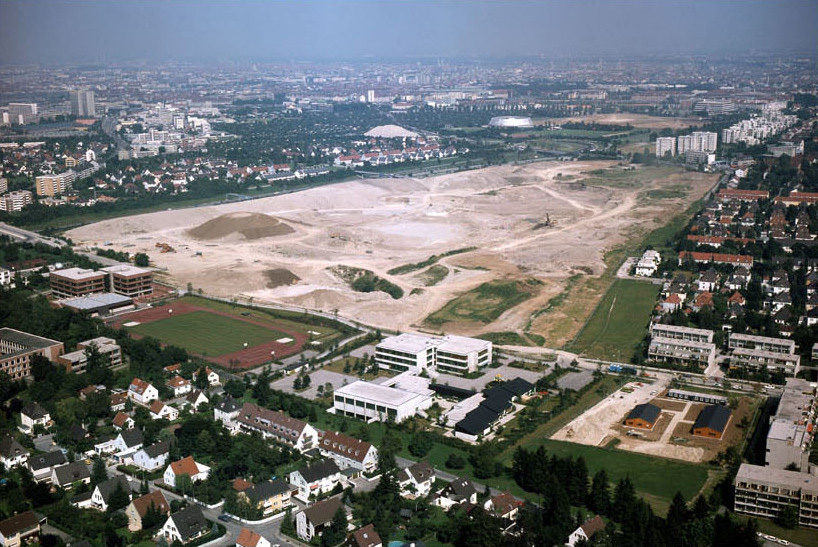
Die Brachfläche mit ersten Geländemodellierungen, 1978

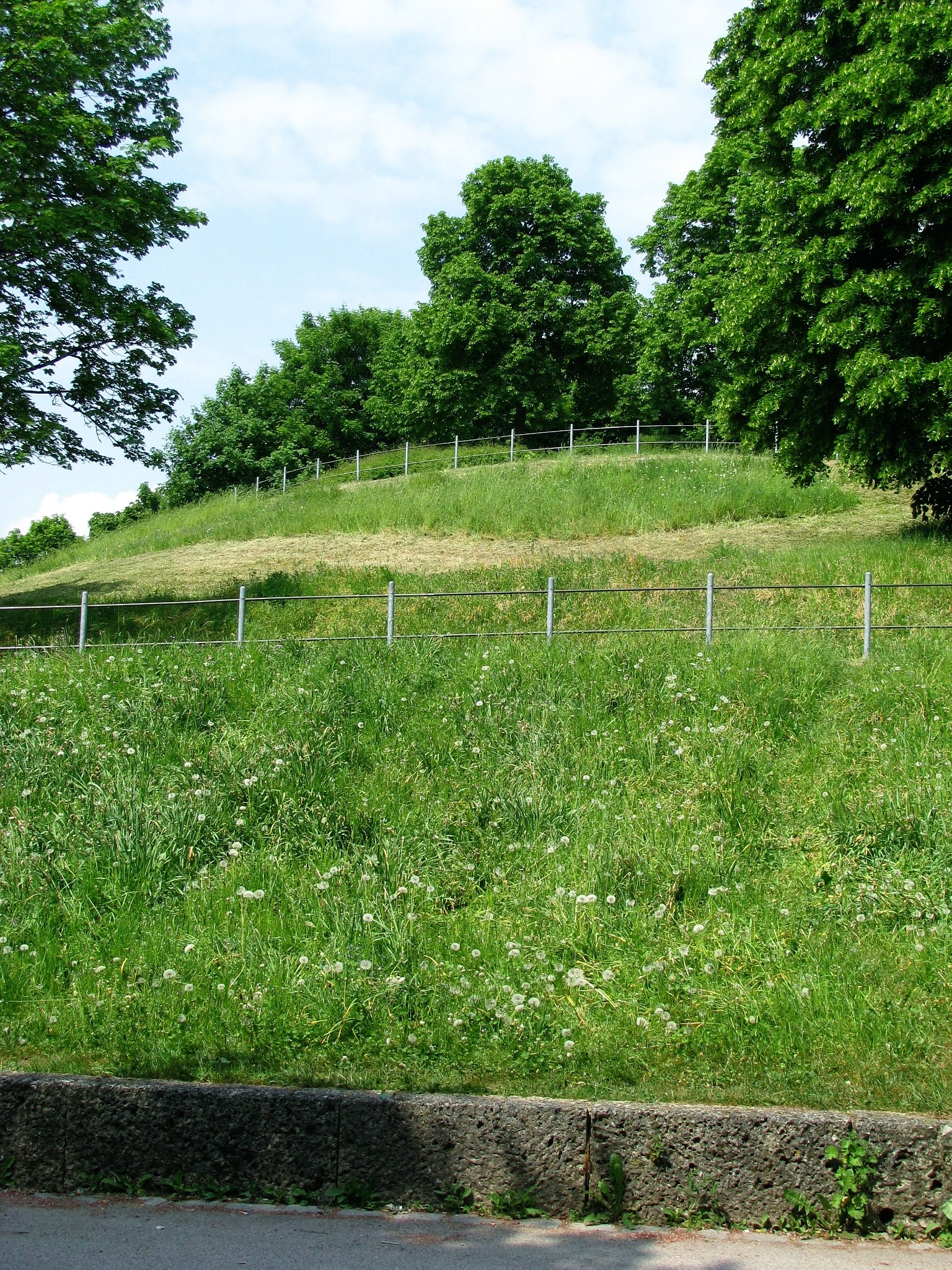
Aussichtshügel mit steilen Flanken im Westteil des Parks

Im Sommer 1976 wurde ein Architektenwettbewerb für den Westpark eröffnet. Zugelassen waren nur bayerische Landschaftsarchitekten. Die Anforderungen an den Park durch die Planung der Gartenbauausstellung wurden erst im Laufe des Wettbewerbs konkretisiert und mussten in die laufende Entwurfsplanung eingearbeitet werden.
Im Februar 1977 gewann der Münchner Landschaftsarchitekt Peter Kluska per einstimmigem Entscheid der Jury mit einem Entwurf, der „versuchte, […] einen vom Lärm der Großstadt abgeschirmten Talraum im Charakter der Voralpenlandschaft zu schaffen, in den der Besucher eintauchen und von dessen künstlich aufgeschütteten, Moränen gleichenden Hügeln aus er die Stadtkulisse und das Alpenpanorama sehen könne.“ Nach eigenen Angaben kam ihm die Idee, als er bei einem Flug nach München aus der Vogelperspektive auf das zu beplanende Gelände schaute. In die Talstrukturen eingebettet liegt in beiden Parkteilen je eine Wasserlandschaft am jeweils tiefsten Punkt des Geländes, das im Vergleich zum Olympiapark als „vielfältig gebrochenes Echo der populären Münchner Olympia-Landschaft“ bezeichnet wurde. Das Preisgericht wies darauf hin, dass „ein gesteigertes Landschaftserlebnis geboten [wird], das in seiner Eigenart unverwechselbar ist“.
Wesentlicher Teil des Parkentwurfs ist das Wegenetz. Mit einer klaren Hierarchie von asphaltierten Hauptwegen und Nebenwegen mit wassergebundener Decke in verschiedenen Breiten werden Besucherströme getrennt, die den Park durchqueren oder in ihm flanieren und Ruhe finden wollen. Je nach Geländeprofil sind bis zu drei Höhenebenen erschlossen: die Hauptwege im Tal, ein schmalerer Weg am Hang und ein Pfad auf der Höhe der Hügel. Alle Wege sind geschwungen geführt, um den Eindruck zu erwecken, sie würden sich der Landschaft anpassen. Auf allen Ebenen stehen an den Wegen vielfältige Sitzgelegenheiten.
Zur Verbindung von Ost- und Westteil entwarf Kluska eine flache Spannbeton-Brücke mit begrünten Seiten, um die Besucher vom Verkehr des Mittleren Rings abzuschirmen. Kleinere Fuß- und Radverkehrsbrücken verbinden den Park nach Osten über die Hansastraße und eine Bahnlinie mit der Schwanthalerhöhe.
Den Entwurf erfasste Kluska in damals innovativer Technik per Computer mit Höhenlinien und über 12.000 Messpunkten, die anschließend exakt eingemessen in die Baustelle übertragen werden konnten. Zusätzlich fertigte er ein Modell an, in dem mit Hilfe eines Endoskops Bilder aus der späteren Fußgängerperspektive gemacht werden konnten.
Im Mai 1977 wurde die offizielle Bewerbung für die IGA 83 eingereicht. Einziger Gegenkandidat Münchens war Hamburg, das sich mit einer Neugestaltung von Planten un Blomen zum vierten Mal nach der dreimaligen Ausrichtung der Ausstellung in dieser Stadt in den Jahren 1953, 1963 und 1973 beworben hatte. Im Juli entschied das Vergabegremium mit 29:1 Stimmen für den Münchner Entwurf.

### Ausführung

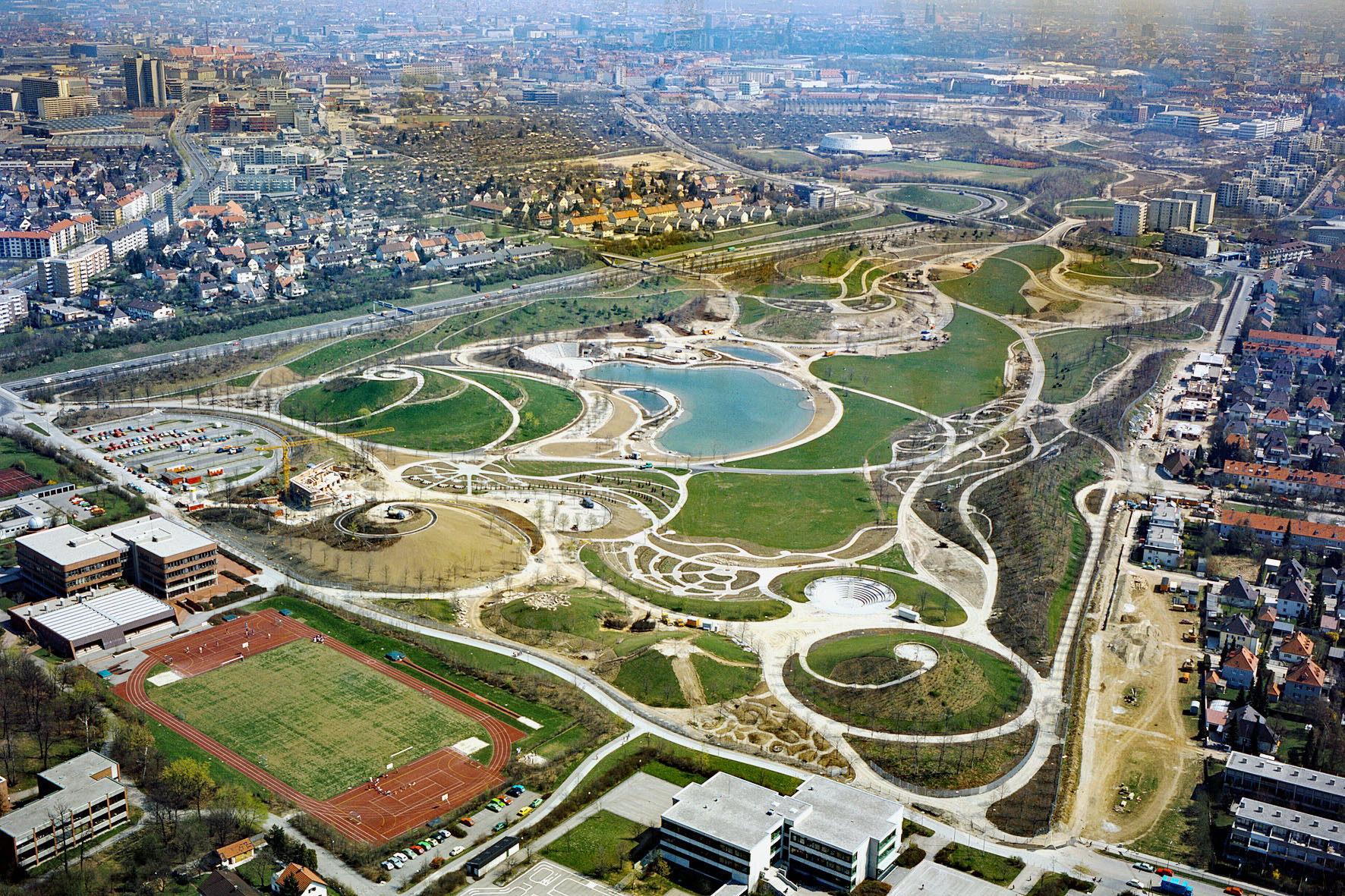
Der Park im Bau, April 1982

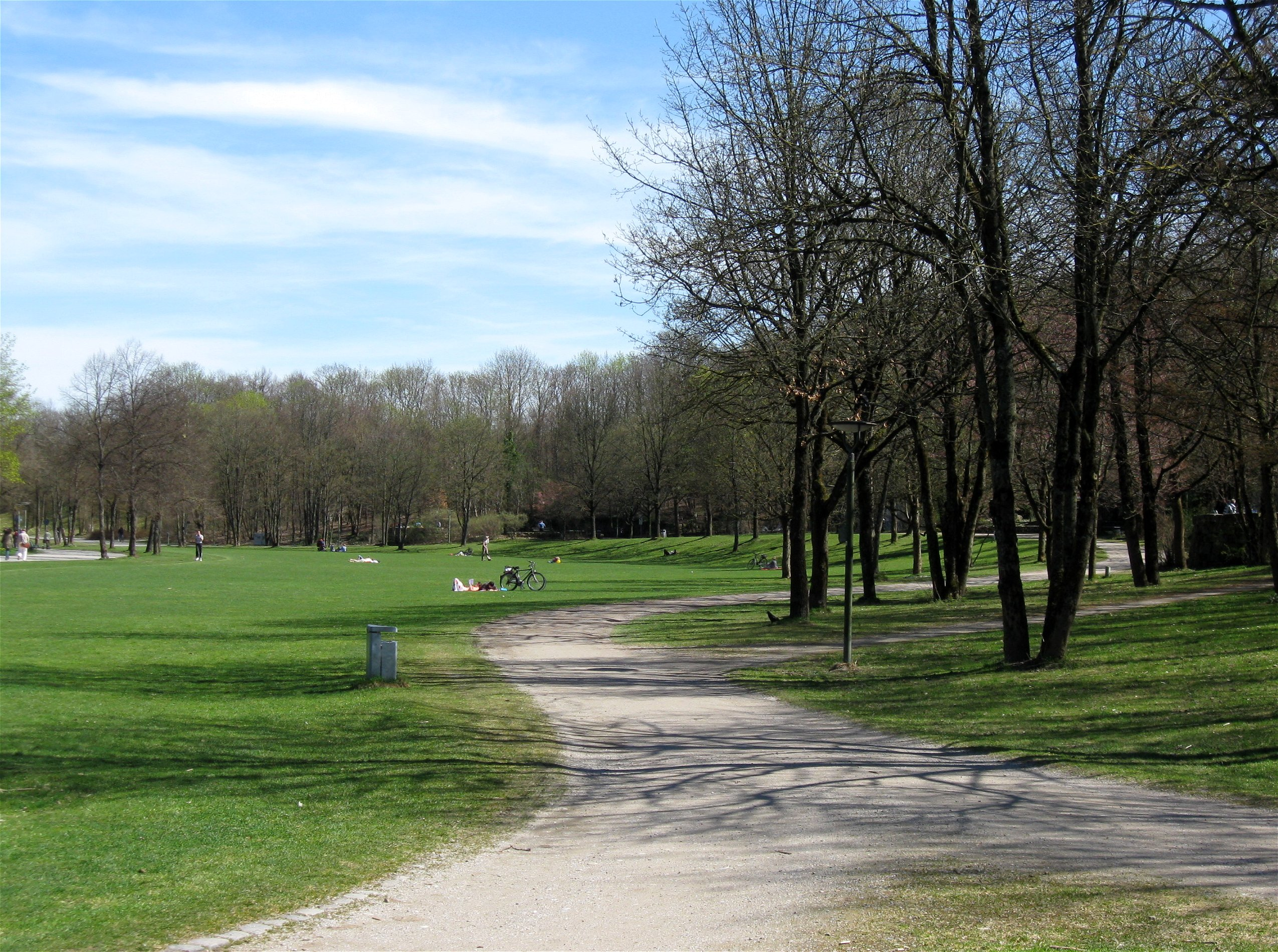
Die geschwungene Wegführung ist typisch

Der erste Spatenstich fand im Januar 1978 statt, die erste Pflanzung im April 1978. Aufgrund der kurzen Zeit bis zur Gartenbauausstellung mussten ältere, bereits große Bäume gepflanzt werden. Aus den städtischen Baumschulen und Betrieben der Umgebung wurden über 6000 Großbäume im Alter von 20 bis 40 Jahren und rund 100.000 Sträucher verpflanzt.
Für die Modellierung des Westparks wurden rund eine Million Kubikmeter, nach anderen Angaben knapp 1,5 Millionen Kubikmeter Erde bewegt. In beiden Teilen des Parks, östlich und westlich des Mittleren Rings, wurden in Ost-West-Richtung gestreckte Talbereiche bis zu acht Meter unter das ehemalige Geländeniveau ausgehoben. Mit dem Material wurden auf der Nord- und Südseite Hügelzüge modelliert, die an von Gletschern gestaltete Formen angelehnt sind: sanfte Moränen und einzelne Aussichtshügel mit steilen Flanken und einem an Drumlins erinnernden Grundriss. Das ursprüngliche Niveau sieht man nur noch bei den Alten Eichen auf 536 m ü. NN, höchster Punkt ist der Rosenhügel mit 552 m.
Für die Integration der Gartenbauausstellung in die Parkkonzeption wurden Kompromisse unvermeidlich, etwa Gärten mit mediterranem Thema an einem Nordhang. Weitere Probleme ergaben sich aus dem Umfeld, so waren die Wasserlandschaften mit dem großen See im westlichen Parkteil und dem lang gestreckten Wasserlauf mit mehreren Zuflüssen und Aufweitungen im Ostteil auf der Münchner Schotterebene nur durch eine künstliche Abdichtung möglich. Das hier wesentlich tiefer liegende Grundwasser wird auf Geländeniveau hochgepumpt und versickert in Kiesfilteranlagen wieder. Für die Rhododendren-Schau und andere Spezial-Kulturen auf Münchner Kalkboden musste erst ein saures Substrat aufgebracht und bis heute unterhalten werden.
Für die Anlage des Parks und den späteren Unterhalt errichtete das Baureferat der Stadt München am Ostende des Westparks den neuen Bezirksstützpunkt West der Hauptabteilung Gartenbau, von dort aus pflegen die Stadtgärtner den Park und städtische Grünflächen im Münchner Westen.
Mit der Bewerbung um die Internationale Gartenbauausstellung wurden die Arbeiten am bereits vorher geplanten Südast der U-Bahn München vorgezogen. War zunächst nur die Verlängerung der heutigen Linie U6 vom Harras über den U-Bahnhof Partnachplatz bis zur Station Westpark vorgesehen, konnten die Arbeiten so weit beschleunigt werden, dass auch noch eine dritte Station auf der sogenannten Blumen-Linie, der Bahnhof Holzapfelkreuth, bis zur Ausstellungseröffnung dem Verkehr übergeben werden konnte. So verlief die U-Bahn südlich auf voller Länge des Parks, und drei Stationen standen zur Verfügung, um die verschiedenen Bereiche und Eingänge des Ausstellungsgeländes an die U-Bahn anzubinden.

### Die Gartenbauausstellung

Logo der IGA 1983

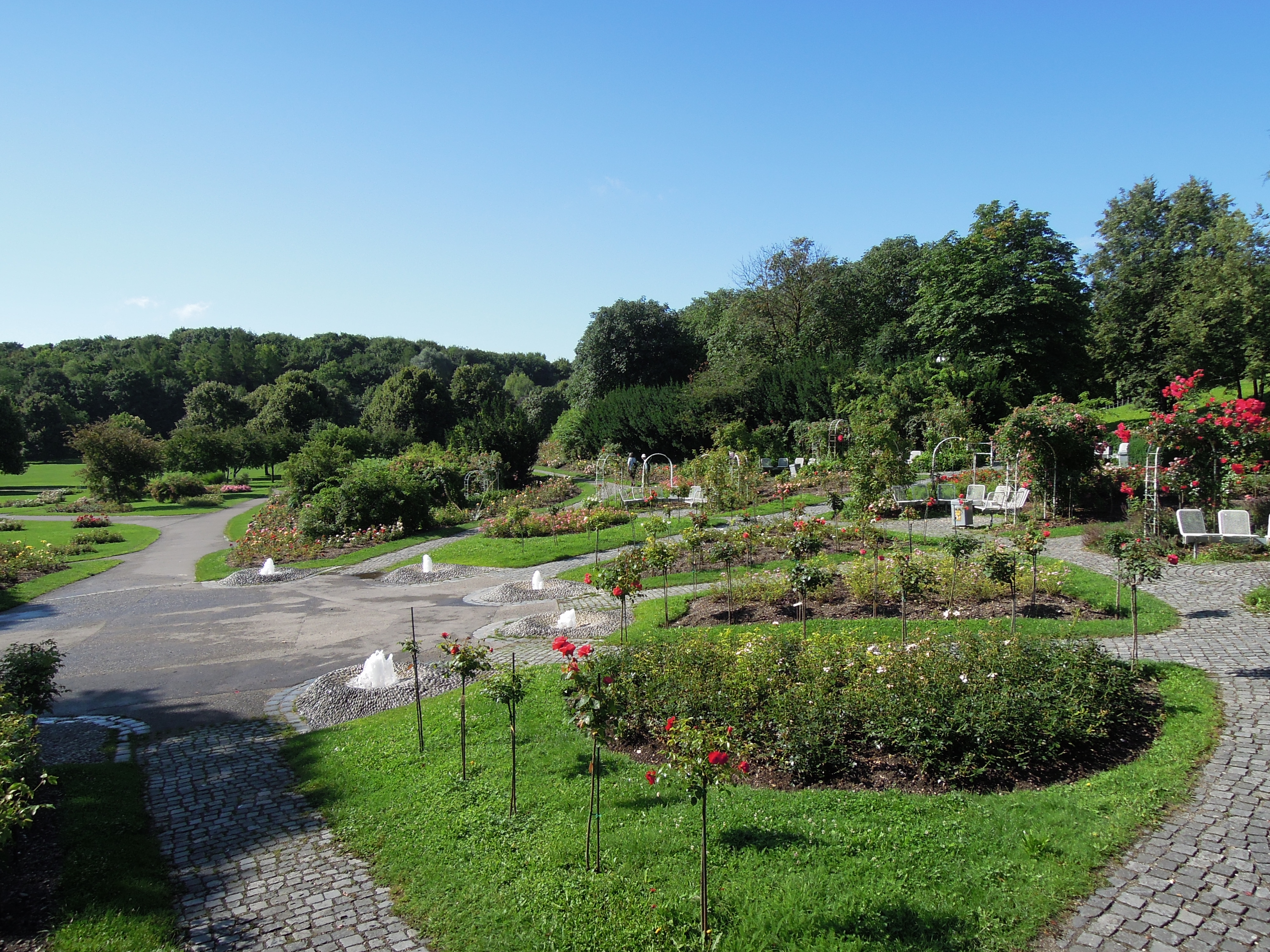
Der am Hang angelegte Rosengarten

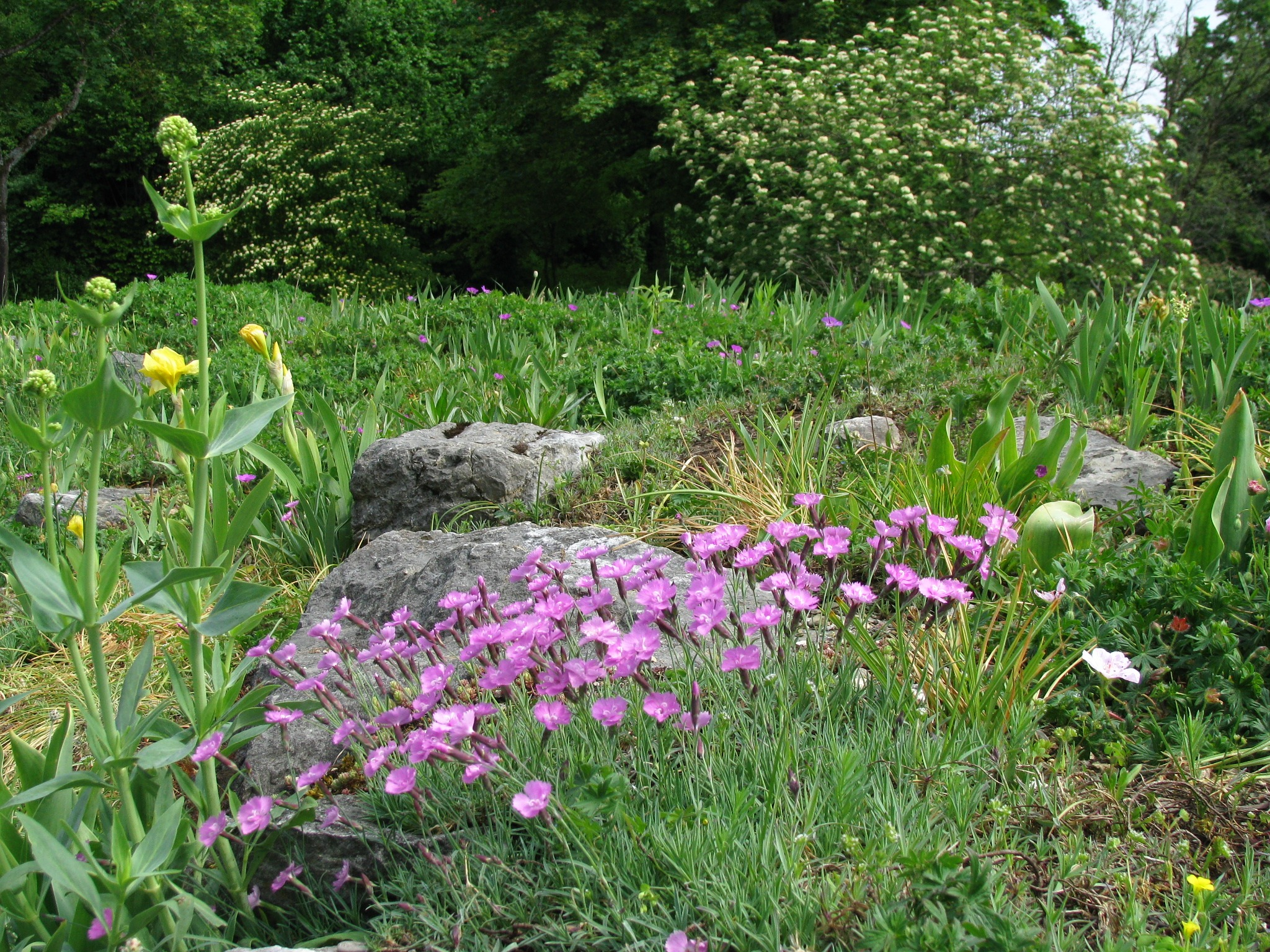
Alpinum im Westteil des Parks

170 Ausstellungsbeiträge, von der Kleingartenanlage bis zum Sonderbereich Grabbepflanzung und Grabmal und 23 Nationengärten, von Mittelmeervegetation bis zum Japanischen Garten, wurden in das Gelände so integriert, dass der Landschaftsarchitekt gelobt wurde: „In dieses Gelände wird man die Ausstellung dann wie ein Tuch hineinlegen können, das man am Ende einfach wieder herauszieht.“ Die vier offiziellen Leitideen der Ausstellung waren „Internationalität, Natur in der Stadt, Schönheit und Gestalt der Pflanze und grüne Erholung, grüne Spiele“. Bei der Gestaltung der Ausstellungsflächen und der Auswahl der Veranstaltungen mussten die Bedürfnisse der Stadt und des Zentralverbands Gartenbau als Ausrichter der Gartenbauausstellung in Einklang gebracht werden. Insbesondere wurden Kompromisse nötig zwischen dem Wunsch nach Wettbewerb und Präsentation der Möglichkeiten des professionellen Gartenbaus und der Übertragbarkeit der Anregungen in das heimische Umfeld der Besucher sowie den Anforderungen der Stadt an die spätere Pflege des Parks. Ralph Siegel komponierte die Blumen-Serenade als offizielles Lied der Ausstellung; eingespielt wurde die Polka von Hugo Strasser und seinem Orchester. Die Deutsche Bundespost gab eine Sondermarke mit einer stilisierten Blüte heraus.
Zwischen 28. April und 9. Oktober 1983 war der Park eingezäunt und zwischen 9 und 21 Uhr gegen Eintrittsgeld zugänglich. Eine sechs Kilometer lange Parkeisenbahn mit fünf Bahnhöfen beförderte Besucher durch das Gelände. Auf dem benachbarten ehemaligen Firmengelände hatte Landschaftsarchitekt Gottfried Hansjakob um den Mollsee gruppiert den Haupteingang mit Forum, den Gärtnermarkt und die Ausstellungshallen errichtet. In den Hallen wurden im etwa wöchentlichen Wechsel 29 verschiedene Blumenschauen präsentiert.
Die traditionellen Teile einer Gartenbauausstellung waren eine Muster-Kleingartensiedlung, ein im Halbrund angelegter Rosengarten, Staudenanlagen und weitere Beete, die neben einer Leistungsschau des Gartenbaus den Besuchern Anregungen für die Gestaltung des eigenen Gartens geben wollten. Daneben gab es viele Spielplätze, zwei Restaurants, zwei Biergärten und einen Bürgergarten, in dem Besucher mitgebrachte Speisen und Getränke verzehren konnten. Ein Alpengarten, ein Farntal und ein traditioneller Bauerngarten an einem aus Niederbayern umgesetzten Bayerwaldhaus ergänzten das Bild der Voralpenlandschaft.
Entsprechend dem steigenden Umweltbewusstsein der deutschen Bevölkerung wurden erstmals Themen aus Natur- und Umweltschutz in die Ausstellung einbezogen. Im Ostteil läuft die Wasserlandschaft in ein Feuchtbiotop mit Niedermoor-Charakter und einem kleinräumigen Mosaik an Vegetationszonen mit unterschiedlichem Oberflächenrelief und Wasserangebot aus. Es wurde aus Soden zusammengesetzt, die aus an verschiedenen Standorten durch Bauprojekte zerstörten Biotopen entnommen wurden. Sie wurden als Beitrag des Bayerischen Umweltministeriums zur Ausstellung in den Park verpflanzt. Neben der Gestaltung des Ausstellungsgeländes sollten damit auch Techniken der Verpflanzung von naturschutzfachlich wertvoller Vegetation erprobt werden. Das Umweltministerium errichtete auch erstmals auf einer Gartenbauausstellung einen Informations-Pavillon, dessen Darstellung der Vernetztheit zwischen Umwelt und Gesellschaft von Frederic Vester gestaltet wurde. Ein wissenschaftliches Begleitprogramm bestand neben Fachveranstaltungen aus dem Gartenbau und dem Weltkongress der Landschaftsarchitekten auch aus Konferenzen zu ökologischen Themen.
An den Verkehr angebunden wurde die Ausstellung durch drei Großparkplätze im Osten, Norden und Westen, einen für die Ausstellung errichteten und anschließend wieder stillgelegten Haltepunkt München IGA-Park der Fernbahn an der Sendlinger Spange, an dem Sonderzüge aus bayerischen Großstädten hielten, zwei S-Bahnhöfe Harras und Heimeranplatz an der Bahnstrecke München–Lenggries sowie drei wegen der Ausstellung beschleunigt fertiggestellte U-Bahnhöfe.
Mit der Vergabe der IGA war eine Finanzierungszusage des Freistaats Bayern in Höhe von 15 Millionen DM verbunden. Die Kosten für den Westpark (ohne ausstellungsbezogene Kosten) beliefen sich schließlich auf 60,5 Millionen DM, die Internationale Gartenbauausstellung einschließlich des Rückbaus der nur für die Ausstellung errichteten Anlagen kostete 114,3 Millionen DM. Damit kosteten Westpark und IGA zusammen rund 320 DM pro Quadratmeter (im Vergleich zu 23 DM pro Quadratmeter im etwa gleichzeitig entstandenen Ostpark), was seinerzeit kritisiert wurde, wobei die Mehrkosten für den Park selbst, ohne Ausstellungskosten nahezu ausschließlich auf die Kosten für die Verpflanzung von Altbäumen zurückzuführen sind. Auch frühere Kritiker halten sie im Rückblick für erforderlich, um innerhalb weniger Jahre aus der baumlosen Ebene Park und Ausstellungsgelände zu schaffen. Dem standen Einnahmen aus Eintrittsgeldern in Höhe von ca. 35 Millionen DM gegenüber: Es kamen 11,5 Millionen Besucher, davon an Spitzentagen über 250.000, von denen 30 % aus München und weitere 52 % aus dem übrigen Bayern stammten.

### Der Westpark seit 1983
Bis auf das Restaurant Rosengarten und die Seebühne sollten die Anlagen der IGA am Ende der Ausstellung abgebaut werden. Im Laufe der Gartenbauausstellung wurden Wünsche der Münchner Bürger laut, die viele der eigentlich temporären Anlagen auf Dauer erhalten haben wollten. Diese mussten dafür zum Teil erst aus- und umgebaut werden, um winterfest zu werden. Erhalten blieben drei Teile der ostasiatischen Gärten, das Sardenhaus und das Bayerwaldhaus. Außerdem wurden die Stützmauern und Terrassen der Mittelmeergärten erhalten. Im Dezember 1983 wurde der Park nach dem Abbau der Ausstellungseinrichtungen der Öffentlichkeit übergeben. Einzelne Umbaumaßnahmen dauerten noch bis September 1984 an.
Als 1992 die Stadtbezirke Münchens neu geordnet wurden, wurde aus dem größten Teil des ehemaligen Waldfriedhofviertels der Stadtbezirk Sendling-Westpark. Der erste Namensteil stammt vom historischen Ort Sendling, auf dessen Flur der Stadtbezirk erst im 20. Jahrhundert errichtet wurde. Dessen Ortskern liegt weiter östlich und stellt einen eigenen Stadtbezirk dar. Der zweite Namensbestandteil ist der Park, der sich im Norden des Stadtbezirks nahezu auf dessen ganzer Ost-West-Ausdehnung erstreckt. Ebenfalls 1992 wurde der Westpark im Osten erweitert. Auf dem ehemaligen Firmengelände des Bauunternehmens Leonhard Moll, auf dem schon während der IGA die Ausstellungshallen standen, entstand die Wohnsiedlung Hansapark, die sich um eine Grünanlage als Verlängerung des Parks gruppiert. Die Baulinien greifen die geschwungene Wegeführung des Parks auf, eine kreisförmige Anlage von Beeten und Sitzgelegenheiten spiegelt den Rosengarten am anderen Ende des Parks wider.
Im Oktober 1993 geriet der Westpark in die Schlagzeilen, als ein in der Nachbarschaft wohnender Familienvater auf dem Heimweg bei Dunkelheit als Zufallsopfer mit einer Vielzahl von Messerstichen ermordet wurde. Der von der Presse als „Westparkmörder“ bezeichnete Täter konnte erst vier Jahre später festgenommen werden und wurde nach einem Gang durch die Instanzen um die Anwendung von Jugendstrafrecht im Mai 2003 rechtskräftig zur damaligen Höchststrafe von zehn Jahren Jugendhaft verurteilt. Nach vollständiger Verbüßung der Haftstrafe wurde er in sein Heimatland abgeschoben und ein dauerhaftes Einreiseverbot verhängt.
Seit dem Umzug der Messe München 1998 nach Riem wurde der bisher im Messegelände auf der Theresienhöhe gelegene Messepark als Bavariapark frei zugänglich. Durch die Grüngestaltung des neuen Wohngebietes auf dem ehemaligen Messeareal besteht eine durchgehende Grünverbindung von der Theresienwiese in der Innenstadt über die Hangkante und durch das dortige Stadtviertel und den Westpark sowie über die stark begrünten Gelände verschiedener Schulen auf der Fläche der ehemaligen Heilanstalt Neufriedenheim bis Laim.
Ab 2003, nach 20 Jahren Nutzung und in Zusammenhang mit der Bundesgartenschau 2005 im Münchner Riemer Park, wurden die Spielanlagen, die ostasiatischen Gärten und Teile der Wege für eine Gesamtsumme von 3,1 Millionen Euro saniert. In der Folge wurde auch der einfache Kiesfilter des Wasserlaufs im Ostteil durch eine Pflanzenkläranlage ersetzt. 2005/06 verfasste Peter Kluska im Auftrag der Stadt einen Pflege- und Entwicklungsplan für den Westpark, in dem er die Konzeption seines Entwurf darstellte und gärtnerische Maßnahmen beschrieb, um den Westpark dauerhaft entsprechend den Grundideen zu erhalten.

## Westpark heute

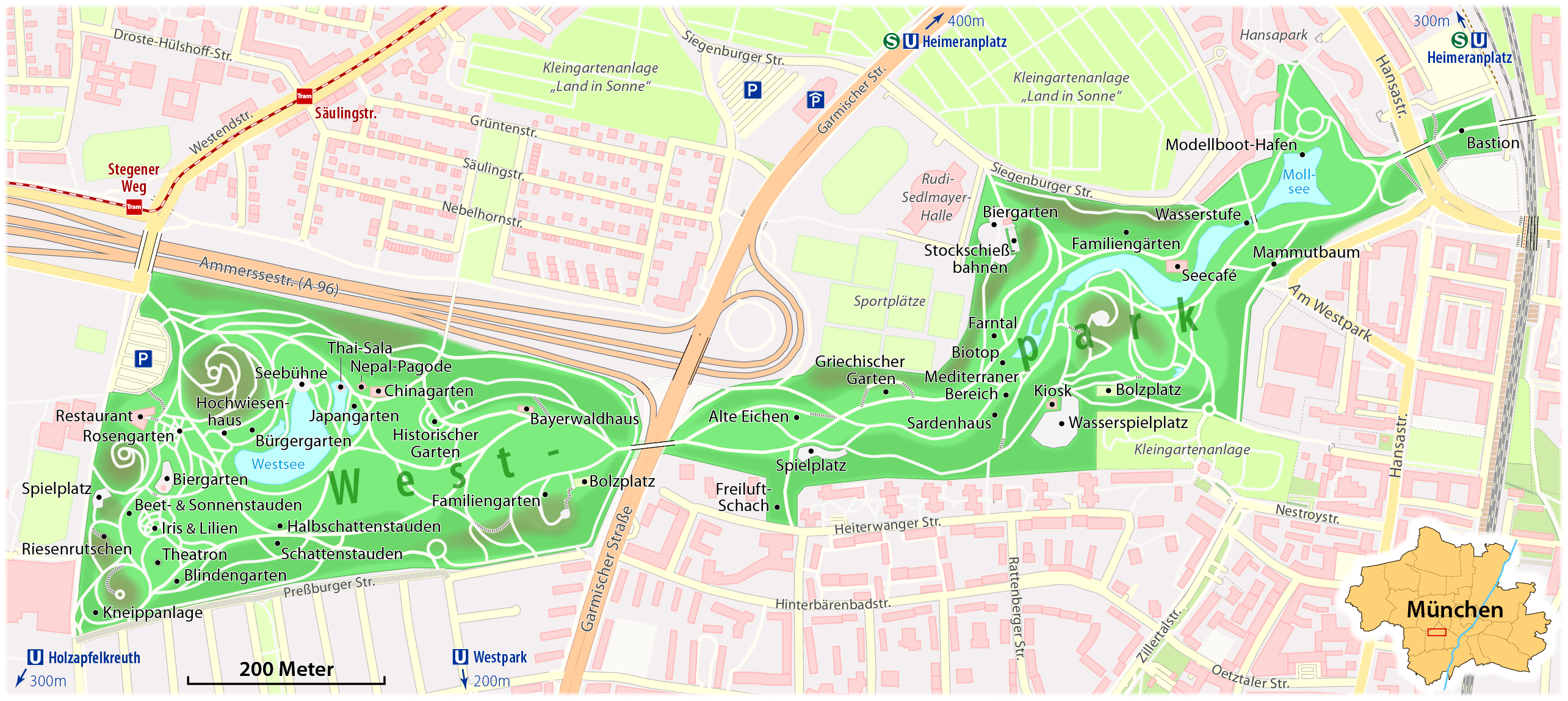
Karte des Westparks

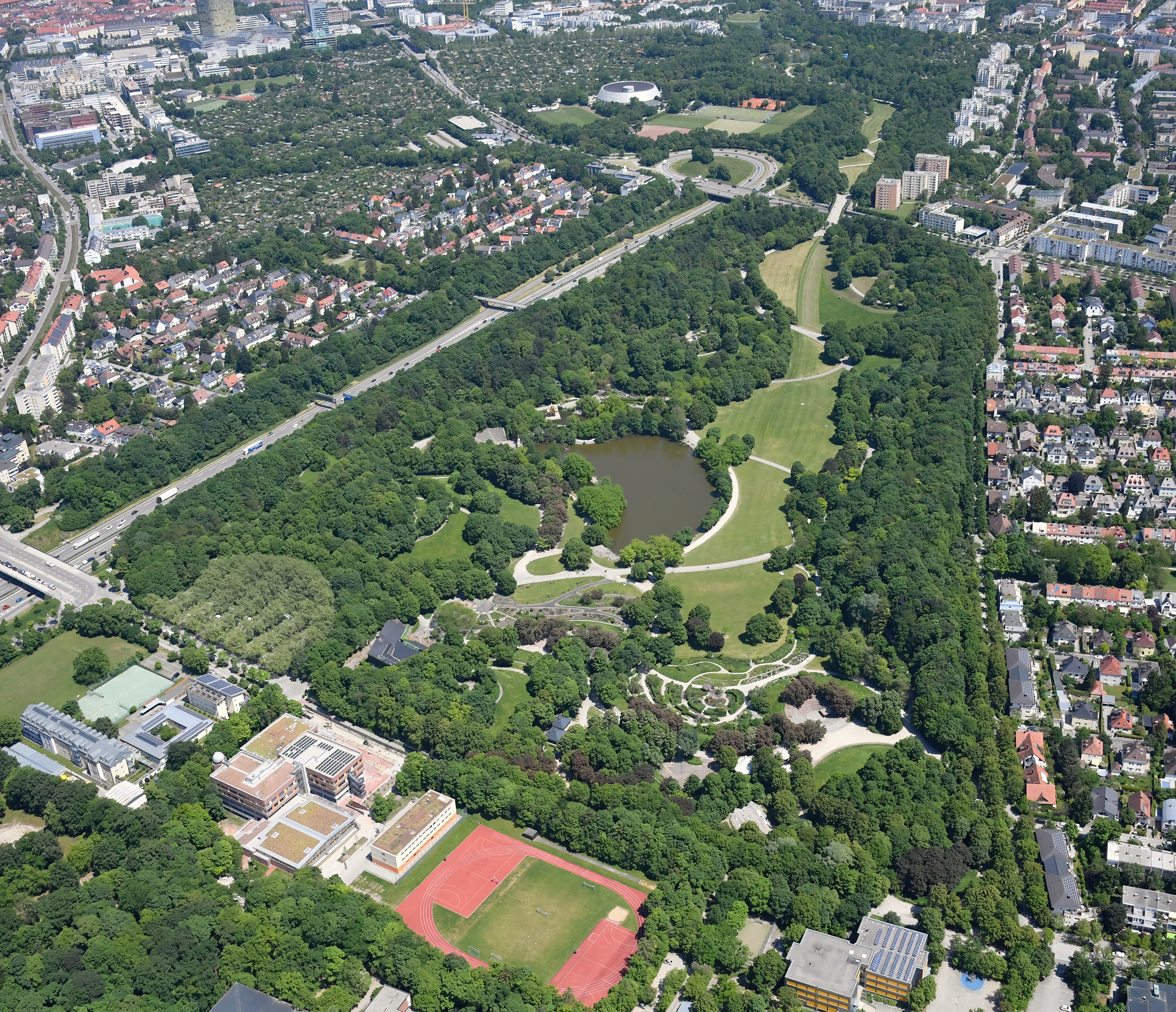
Der Park im Jahr 2023

Aus dem einstigen IGA-Gelände ist mit dem Westpark eine bedeutende Grünanlage für den Münchner Südwesten entstanden. Rund 180.000 Menschen leben in seinem Einzugsgebiet, davon 70.000 im Umkreis von einem Kilometer um den Park. Dank der IGA und der dadurch möglichen Verpflanzung von Bäumen in fortgeschrittenem Alter konnte der Park mit einem „Ausgangsalter von 25 bis 30 Jahren“ eröffnet werden, was zu seiner Annahme durch die Bevölkerung beigetragen hat. Der Park wird intensiv genutzt, neben den ausgewiesenen Spielplätzen werden die großflächigen Wiesen für Spiel, Sport und als Liegewiese verwendet. Spaziergänger, Jogger, Radfahrer und Skater nutzen die Wege. Im Winter werden Hänge zum Rodeln genutzt, ganzjährig spielen Eis- und Sommerstockschützen. Im Frühling findet ein jährlicher Volkslauf im Westpark statt. Am Mollsee gibt es einen kleinen Hafen mit Kais und Molen für Schiffsmodelle.
Im Westteil organisiert die Stadtverwaltung München jeden Sonntag sportliche und spielerische Aktivitäten für Kinder und Erwachsene sowie im Sommer ein tägliches öffentliches Gymnastik-Training. Eine Wiese im Ostteil steht mehrmals im Jahr für reisende Kindertheater, Puppenbühnen und kleine Zirkusse zur Verfügung. Darüber hinaus finden auf den Wiesenflächen im Westpark unzählige private und öffentliche Veranstaltungen statt. Mit einzelnen Nutzergruppen gibt es auch Probleme, so werden die stark in Anspruch genommenen Grillbereiche von anderen Besuchern oft als störend empfunden. Ein Grillverbot wurde mehrmals erwogen, aber immer abgelehnt.

### Beschreibung

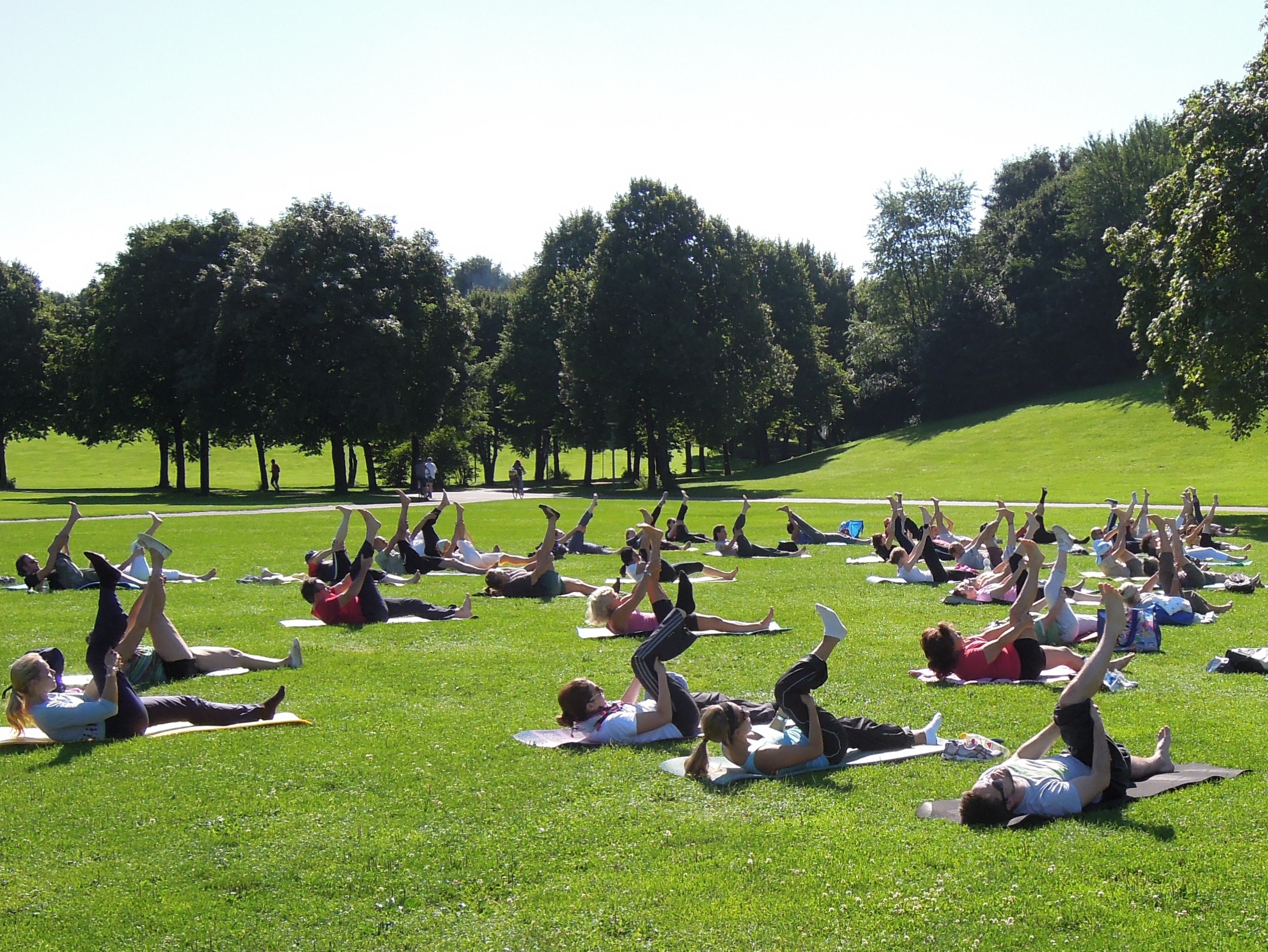
Gymnastikübungen des öffentlichen Freizeitsportangebotes

Ost- und Westteil stellen sich als langgestreckte Talstrukturen dar, die auf den Außenseiten aufgeweitet sind. Verbunden werden sie durch die begrünte Überführung über den Mittleren Ring, auf die alle Wegeführungen zulaufen. Der Ostteil ist durch den Wasserlauf geprägt, der mehr als die Hälfte des Parkteils durchzieht und in einer Niedermoorzone ausläuft. Über ihn gibt es nur eine Brücke, so dass zwangsläufig die meisten Wegbeziehungen stark durch den Wasserlauf in Längsrichtung beeinflusst werden. Er hat mehrere Zuflüsse, darunter das schmale, schattige Farntal und eine Wasserspiellandschaft. An seinem Ufer stehen sommergrüne Echte Sumpfzypressen im Flachwasser. Sie gehören zu den wenigen nicht-einheimischen Baumarten des Parks und prägen das Ufer im Herbst durch ihre markante Nadelfärbung.
Der Mollsee im Osten ist zum Befahren mit Modellbooten freigegeben, er speist über eine 1,40 m hohe Kaskade den Wasserlauf. Ein Biergarten im Norden und ein Spielplatz mit Sportflächen im Süden werden durch gestreckte Hügelketten vom Haupttal abgeschirmt. Ein zentraler Aussichtshügel erlaubt den Rundblick über fast den gesamten Parkteil. Am Beginn des Geländeanstiegs zum Übergang in den westlichen Parkteil stehen die beiden einzigen Bäume aus der Zeit vor dem Parkausbau. Das über die sanft ansteigenden Wiesen aufragende Plateau mit den markanten Eichen zeigt das ursprüngliche Geländeniveau.
Von den beiden Enden der Verbindungsbrücke zwischen Ost- und Westteil hat man jeweils einen Blick in die beiden Parktäler. Neben den Hauptwegen, die aus den Tälern zur Brücke aufsteigen, gibt es in beiden Teilen auch Nebenwege, die auf dem Niveau der Brücke an den Hängen entlangführen. Die Begrünung der Brückenflanken schützt Besucher vor Verkehrslärm, an zwei Stellen ist der Blick auf die Garmischer Straße freigegeben.
Im Westteil senkt sich das Tal von der Brücke über einen weitläufigen sanften Wiesenhang, der im Winter als Rodelberg genutzt wird. Auf dem Brückenniveau liegen südlich des Hangs eine Sportfläche und etwas niedriger ein Sitz- und Grillbereich. Der Talgrund des Westteils enthält neben der größten ebenen Wiese den westlichen See. Er wird ergänzt um Wasserflächen der ostasiatischen Gärten und die Seebühne. Westlich des Sees ziehen sich großflächige Anpflanzungen die Hänge hinauf, darunter der Rosengarten und ein Staudenbereich. Oberhalb des Rosengartens liegen das gleichnamige Restaurant, entworfen von Architekt Ernst Maria Lang, und etwas abgesetzt der zweite Biergarten. Der Westteil wird umringt von mehreren steilen Aussichtshügeln unterschiedlicher Höhe.
Die Hügelstrukturen schirmen den Park nicht nur gegen die Autobahn im Nordwesten und den die beiden Bereiche teilenden Mittleren Ring ab, sondern aufgrund der Talform auch gegenüber den im Süden anschließenden Wohngebieten. Sie sind dicht mit Bäumen bepflanzt, um neben dem Lärm auch die Staubbelastung von den Hauptverkehrsstraßen abzuweisen.
Bis auf einzelne herausgehobene Zonen vermittelt die Bepflanzung des Westparks den Eindruck einer gewachsenen Landschaft des Voralpenlandes. Die Baumgruppen bestehen aus einheimischen Arten, naturnahe Gehölzsäume ergänzen das Bild. Vorwiegend wurden Linden, Ulmen, Spitz- und Berg-Ahorn gepflanzt, auf den Hügeln am Rand des Geländes Eichen, Rot- und Weißbuchen. Die Biergärten und Spielplätze sind mit Kastanien als traditionelle bayerische Schattenspender bepflanzt.

### Ökologische Funktion

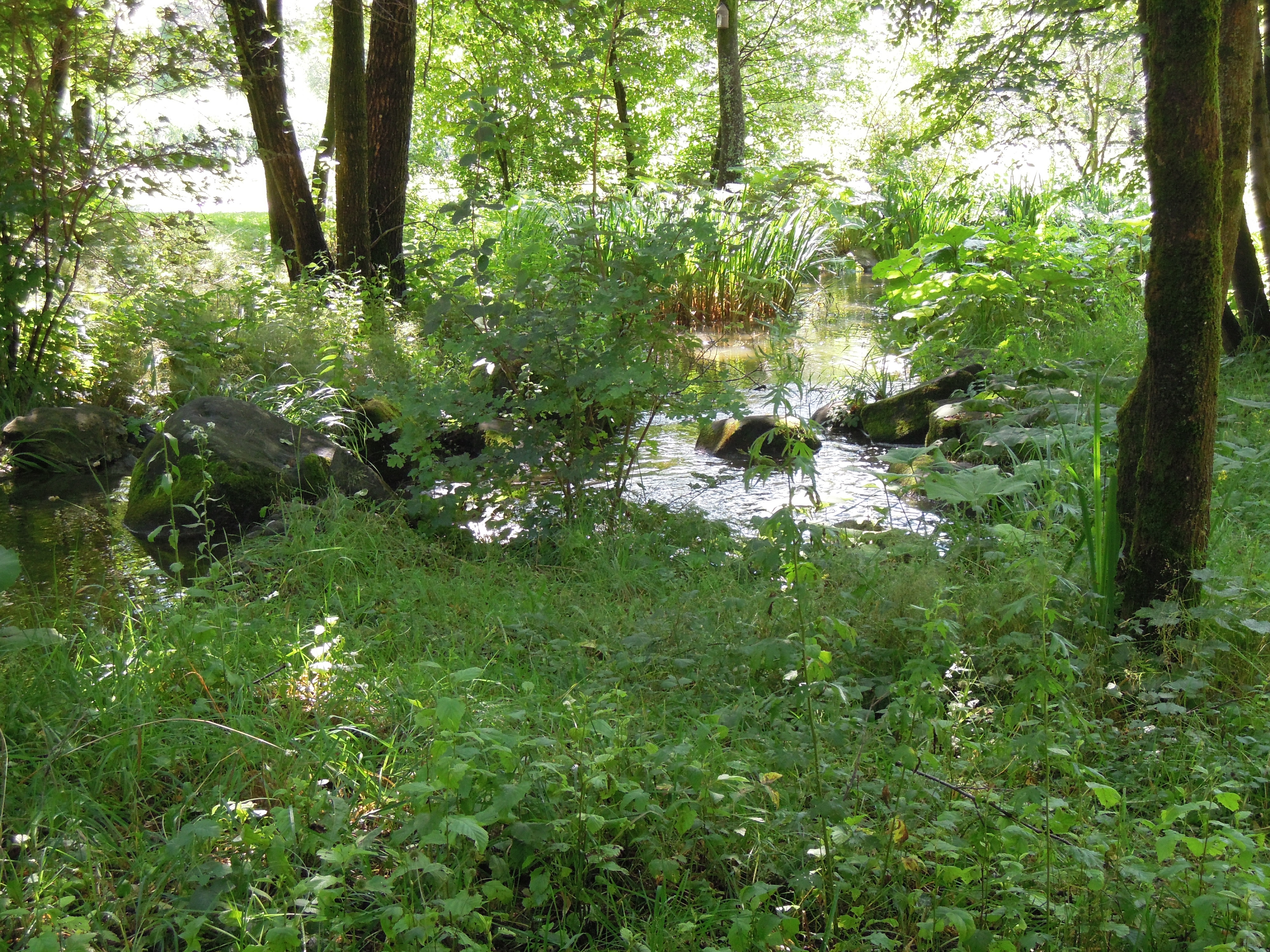
Naturnaher Bachlauf zum Feuchtbiotop

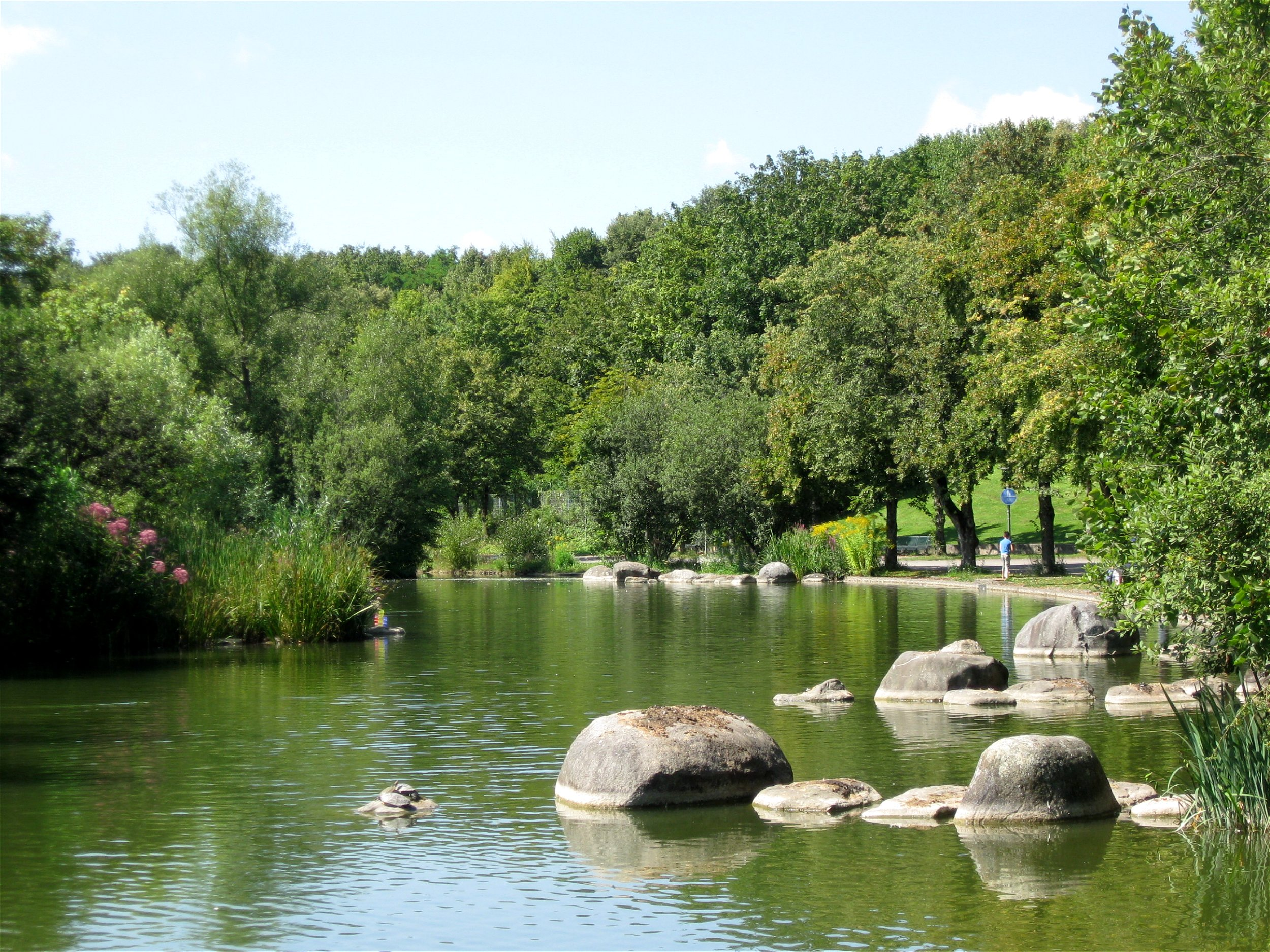
Wasserlauf im Ostteil

Nicht nur für die erholungssuchenden Besucher, sondern auch für Flora und Fauna ist der Westpark attraktiv, das Feuchtbiotop im Ostteil ist herausragend. Große Bedeutung haben insbesondere die von der gärtnerischen Betreuung abhängigen Magerrasen an einigen Hängen und potentielle Verlandungszonen an Gewässern. In den Baum- und Heckenstrukturen leben und brüten Vogelarten der Garten-, Wald- und Feldflur wie Mönchsgrasmücke und Zilpzalp. Bemerkenswert ist die trotz des geringen Alters der Bäume und der Lage mitten in der Stadt erfolgte Ansiedlung der Flechtenart Bryoria fuscescens, die auf der Roten Liste für Bayern als „stark gefährdet“ eingestuft ist. An Hängen der Hügelstrukturen sowie an schmalen gepflasterten Wegen finden sich Magerrasen-Standorte, die bewaldeten Hügel zeigen einen artenreichen, geschichteten Aufbau. An den Wasserläufen brüten die üblichen Parkgeflügelarten. Die hohe Dichte an Teichrallen fällt auf. Das Farntal mit seinem stark gegliederten Bachlauf und der einheimischen Vegetation aus Weißer Pestwurz, Schwertlilien und verschiedenen Seggen am Auslauf hat sich gut entwickelt und den ökologischen Wert dieses Parkteils wesentlich erhöht. Heute weist der kleine Bachlauf eine hohe Struktur- und Artenvielfalt mit naturnaher Zusammensetzung auf.
Das einen halben Hektar große Biotop am Ausläufer des Gewässers im östlichen Parkteil hat sich aus dem bei der Verpflanzung eingebrachten Artenbestand entsprechend dem Binnenrelief entwickelt und wird bis heute naturnah gepflegt. Auf den höchstgelegenen Stellen wächst ein Halbtrockenrasen mit Beständen von an Trockenheit und Nährstoffarmut angepassten Wiesenarten. Am Wegrand werden durch Besucher und ihre Hunde weitere Nährstoffe eingebracht, die Pflanzengesellschaften sind entsprechend angepasst. Nach innen und zum Wasserlauf hin entwickelte sich eine Streuwiese, die künstlich mit Grundwasser versorgt wird. Dort stehen Gekielter Lauch, die Sibirische Schwertlilie und Pfeifengras. In der verlandenden Uferzone gibt es Großseggenriede mit eingelagerten Hochstaudenfluren. In der Übergangszone hat sich das Breitblättrige Knabenkraut gehalten. Die stark gefährdete Schachblume wurde gezielt gepflanzt. Kleine Bestände des Wiesengrashüpfers und des Sumpfgrashüpfers leben ebenfalls dort. Das simulierte Toteisloch mit Übergangsmoor und einem nachgebauten Torfstich konnte sich nicht halten, es ist weitgehend mit Sedimenten verfüllt und trockengefallen. Auch die ursprünglich offenen Kiesflächen sind inzwischen mit Vegetation bestanden.
Der Westpark ist auch als Teil einer Frischluftschneise vom Forstenrieder Park über den Waldfriedhof und den Südpark zum Westpark und in die Innenstadt bedeutsam. Der regionale Grünzug senkt die Lufttemperatur und beeinflusst so das Stadtklima positiv.

### Erhaltene Nationengärten und Einrichtungen

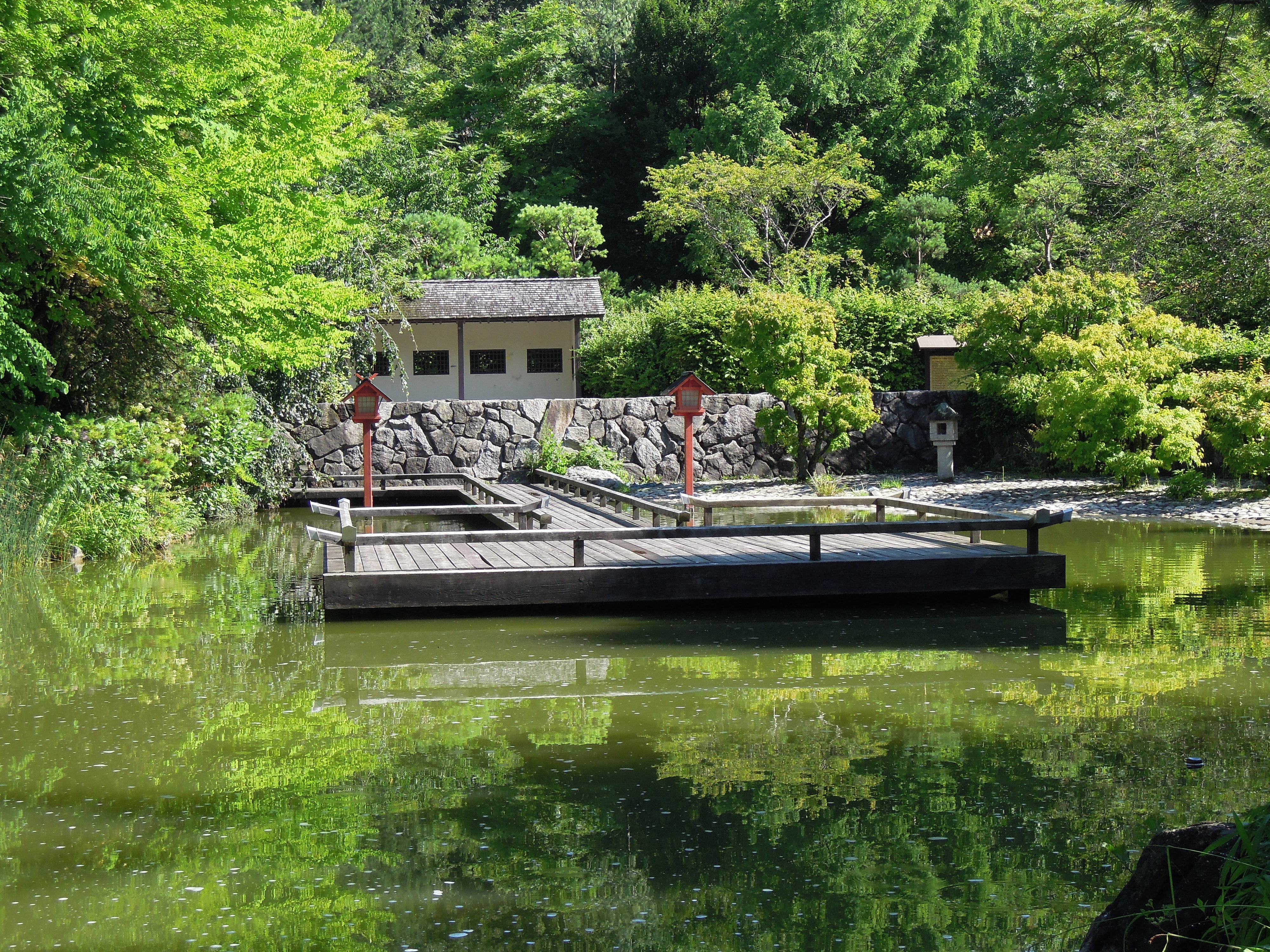
Der japanische Garten lädt zur Kontemplation ein.

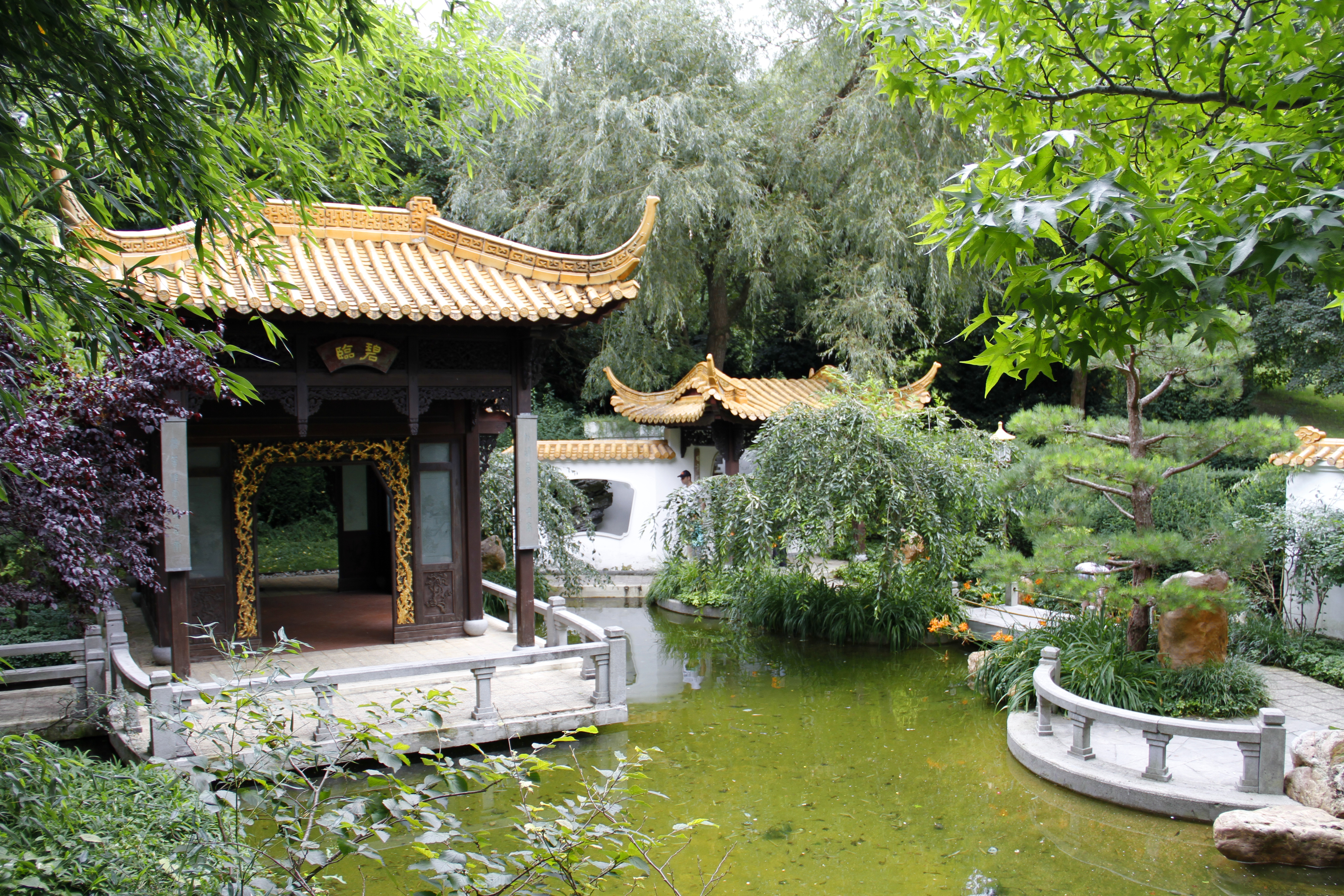
Der Pavillon des Sommers im chinesischen Garten

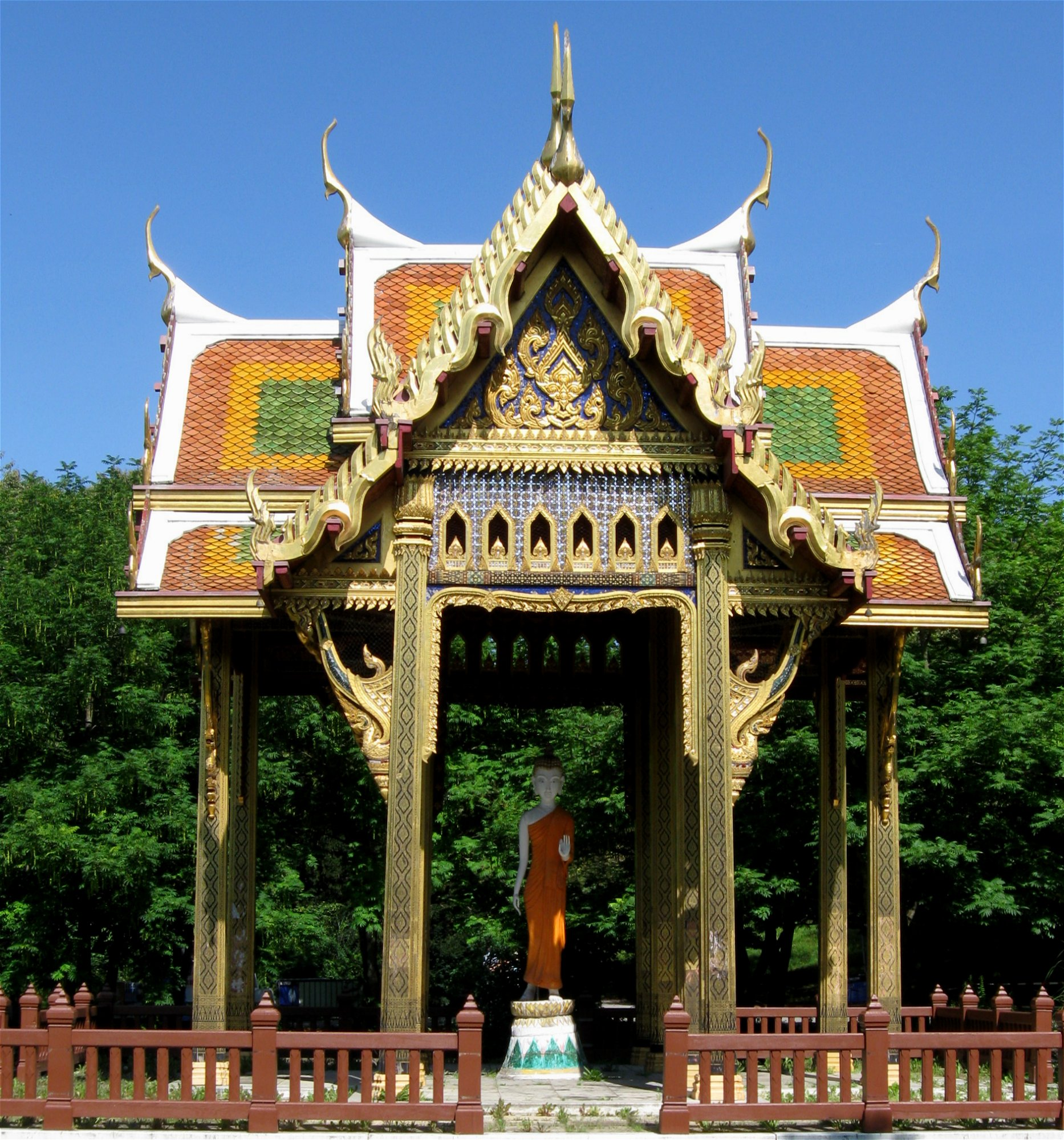
Thailändische Sala mit Buddha-Statue

Rund um den Westsee im Westteil des Parks befindet sich die größte Dichte an besonderen Einrichtungen des Westparks. Östlich des Sees ist das Ostasien-Ensemble gruppiert. Es besteht aus den asiatischen Nationengärten der IGA, die auf Wunsch der Münchner Bevölkerung erhalten blieben.
Der japanische Garten war ein Beitrag der Münchner Partnerstadt Sapporo zur Ausstellung. Er ist angelegt als Zusammenschau verschiedener Elemente aus der Tradition japanischer Gärten, wie sie in der frühen Heian-Zeit etwa um das Jahr 800 entwickelt wurden. Wesentliche Elemente sind ein flacher Teich mit einer Terrasse, ein Steg zu einer Aussichtsplattform und gegenüber ein stilisierter Tee-Pavillon. Um den Teich wurden Felsen platziert, die eine zerklüftete Landschaft darstellen, darin wurden teils japanische Baumarten, teils aber auch einheimische Kiefern gesetzt. Die Bäume wurden nicht danach ausgewählt, ob sie in einem traditionellen japanischen Garten vorkommen, sondern ob sie in ihrer Wuchsform ein dem japanischen Garten entsprechendes Prinzip in München darstellen können. In dieser Landschaft wurden einzelne aus Japan importierte Objekte wie Steinlaternen und -becken platziert. Die Felsen wurden von den Gärtnern aus Sapporo im Münchner Umfeld bis nach Tirol gesucht.
Der chinesische Garten unter dem Motto Garten von Duft und Pracht war die erste Beteiligung der Volksrepublik China an einer europäischen Gartenausstellung. Er wurde von sechs Gärtnern aus Kanton entworfen und angelegt. Ein Rundweg verläuft im Stil der traditionellen Gartenkunst in China durch ein Bambustor und über Steinbrücken um ein Wasserbecken. Der Besucher wandert entlang einer Felswand, über die Wasser sprudelt, durch Tore, an einem Pavillon, der ein Hausboot darstellt, und an einem schwungvoll erodierten Taihu-Stein vorbei und hinauf zu einem weiteren, geschnitzten Pavillon. Der Rundweg symbolisiert den Jahreslauf und das Leben. Im Fortschreiten ist jeweils nur ein Ausschnitt des Gartens einsehbar, dessen Bepflanzung zu Jahreszeit und Lebensalter passt. Erst vom letzten Pavillon, der den Winter und das Greisenalter symbolisiert, kann der Besucher auf die ganze Anlage und sein Leben zurückblicken. Der chinesische Garten ist von einer Mauer mit glasierten Tonziegeln umgeben und teilweise eingezäunt. Er wurde vollständig in Kanton gefertigt und nach München transportiert, wo er unter Aufsicht kantonesischer Experten zusammengesetzt wurde. Der chinesische Garten ist nur tagsüber zugänglich und im Winter ganz geschlossen.
Am Hang neben der chinesischen Anlage steht eine nepalesische Pagode. Sie ist die Stiftung eines gemeinnützigen Kulturvereins und wurde in Nepal von 300 Handwerkern in siebenmonatiger Arbeit geschnitzt. Seit rund 200 Jahren war es das erste Mal, dass wieder eine vollständige Pagode nach traditioneller Methode erbaut wurde. Die Einzelteile wurden nach München transportiert, wobei Hohlräume in den Schnitzwerken zum Schmuggeln von gut 400 Kilogramm Haschisch genutzt wurden. Allerdings wurden Öffnungen im Balkenwerk der Pagode verglast, um das Bauwerk vor Witterungseinflüssen zu schützen.
Eine neun Meter hohe thailändische Sala mit einer Buddha-Statue steht auf einer Plattform in einem Wasserbecken. Die Statue wurde vom Abt des Buddharama-Klosters Waalwijk geweiht und war das erste freistehende Buddha-Heiligtum in Europa. Im Jahr 2013 wurde die von Wind und Wetter angegriffene Statue einer umfassenden Restaurierung unterzogen. Das Wasserbecken wurde erst nachträglich in die Parkplanungen aufgenommen, um die Pagode vom Besucherstrom zu trennen. Zwischen der Sala und der nepalesischen Pagode finden alljährlich im Mai das Vesakh-Fest, im Hochsommer das Khao Phansa und im ganzen Sommerhalbjahr die buddhistischen Voll- und Neumondfeiern statt.
Am Nordufer des Sees liegt die Seebühne mit 1200 Plätzen, auf der im Sommer Freiluftkino (Kino, Mond und Sterne), Musik und Theater angeboten werden, daneben steht ein Modellentwurf des Hochwiesenhauses von Friedensreich Hundertwasser. An den Hängen im Westen des Parks, beginnend am Seeufer, ziehen sich Beete entlang. Den größten Anteil hat der Rosengarten, in dem 20.000 Rosen von über 500 Sorten angepflanzt wurden. Oberhalb davon befinden sich auch das gleichnamige Restaurant und der etwas abgesetzte Biergarten. Südlich schließt sich ein Staudenbereich an, der bis heute das Prinzip der Gartenbauausstellung verfolgt, Besuchern Anregungen für die Gestaltung ihres eigenen Gartens zu geben. Darüber ein kleines Freiluft-Amphitheater, eine der großen Spielzonen und eine Kneippanlage. Vom See durch das Wiesental getrennt, liegen auf der Südseite unterhalb der Hänge Beete für Stauden der Halbschatten- und Schattenzonen. Das Tal steigt sanft in Richtung Brücke und Ostteil an, auf etwa halber Höhe steht das Bayerwaldhaus, ein historisches Bauernhaus von 1747 aus dem Bayerischen Wald, das aus dem Museumsdorf in Tittling in den Westpark gebracht worden war. Am Bauernhaus liegt ein traditioneller Bauerngarten. Abgeschirmt durch einen geschwungenen Hügel liegt am Hang der historische Garten, der mit Brunnen, Zierbeeten und einem Laubengang als verkleinerte Zusammenschau von Elementen des Barockgartens angelegt ist.
Im Ostteil befinden sich der Mollsee und der von ihm gespeiste fast 600 m lange Wasserlauf. Ebenfalls im Ostteil des Parks steht das Sardenhaus als einer von zwei Beiträgen Italiens, dessen Architektur sich an die Form der Tafelberge Sardiniens anlehnt und über dem ein Turm in der Form einer prähistorischen Nuraghe aufragt. In den Sommermonaten kann der Bau über das Kulturreferat der Stadt München für Kunstausstellungen angemietet werden. Im Ostteil des Parks befinden sich zwei der drei großen Spielplätze und bei der Rudi-Sedlmayer-Halle mit dem Hopfengarten ein typischer Biergarten.
Im Südosten schließt sich an den Park eine Muster-Kleingartensiedlung an. Sie wurde nicht völlig neu angelegt, sondern entstand aus einer früheren Kleingartenanlage. Die 76 Einzelgärten sind um öffentliche und halbprivate Wege in Gruppen angeordnet. Außerdem entwarfen Architekturstudenten der Technischen Universität München vielfältige Gartenhäuser. Die Gesamtanlage zeichnet sich durch gemeinschaftlich nutzbare Gewächshäuser zur Anzucht von Jungpflanzen, ein Bienenhaus und einen Seniorengarten aus, der von der Münchner Volkshochschule betreut wird. Benachbart wurde neben einem Cafe 2022 ein neuer inklusiver Spielplatz angelegt, zu dem auch der Blindengarten verlegt wurde. Er präsentiert Pflanzen mit verschiedenen Wuchs- und Blattformen sowie Düften.

### Kunstwerke

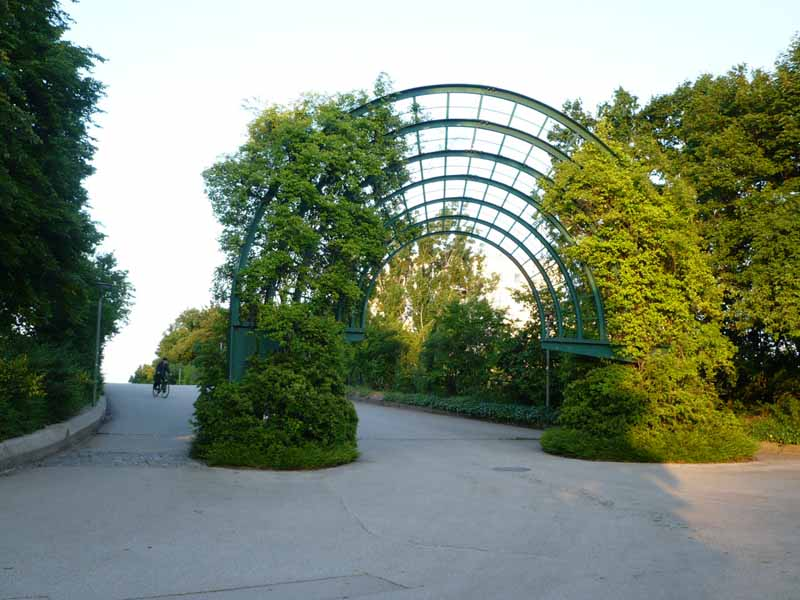
Skulptur Raumbogen an der Brücke, die die beiden Parkteile verbindet

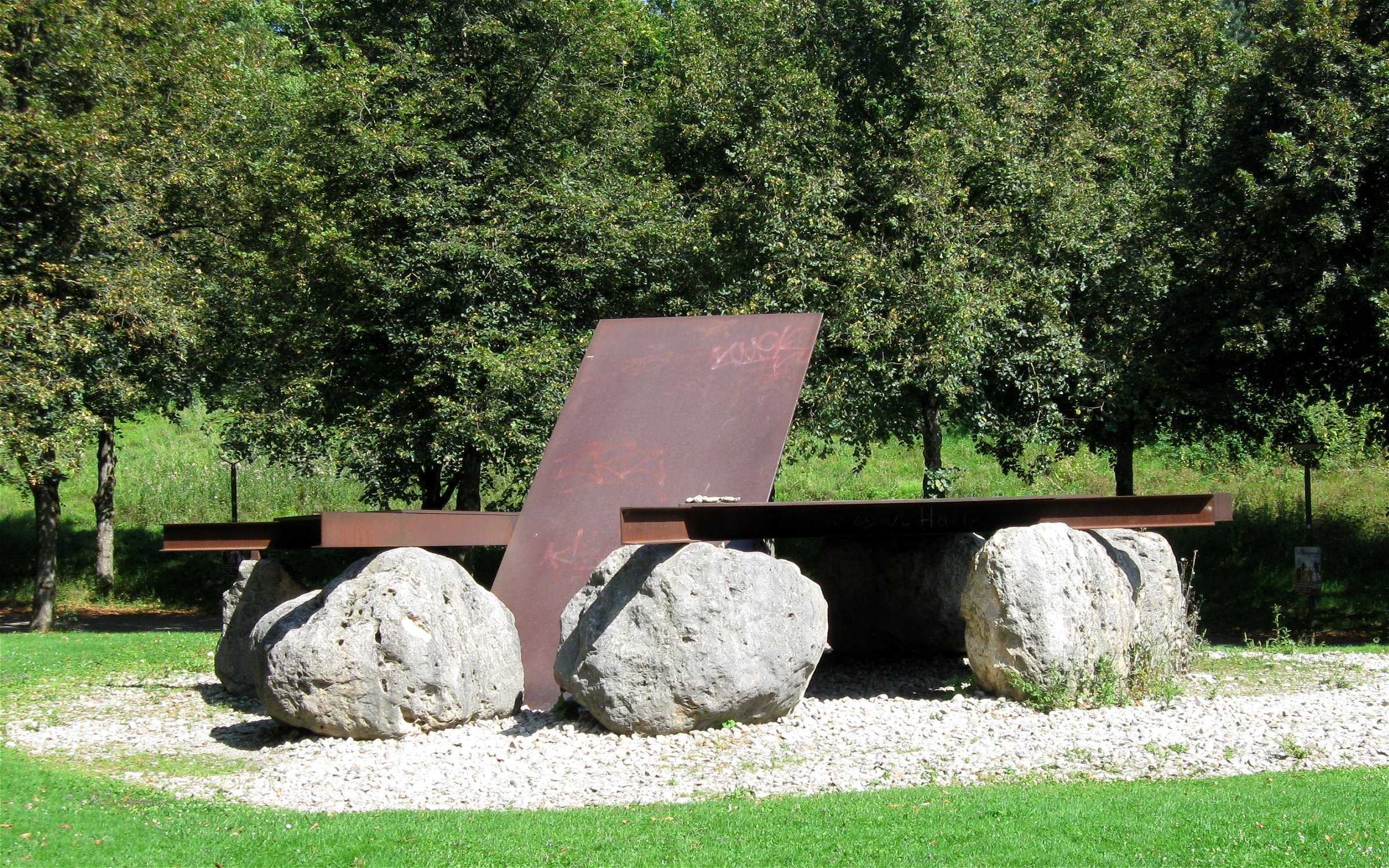
Terrasse von Jean Clareboudt

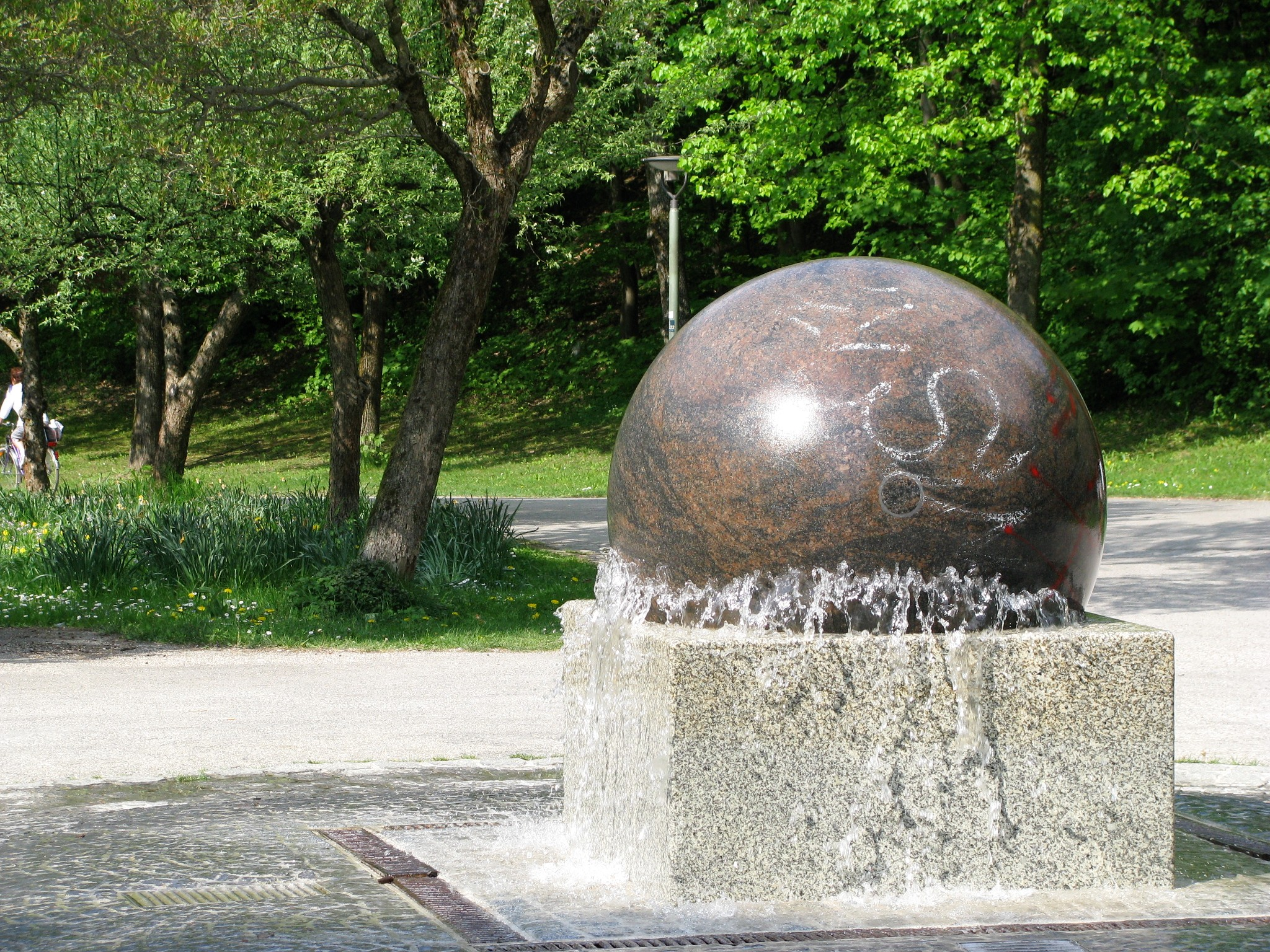
Kugelbrunnen von Christian Tobin

Für die Ausstellung wurden im Rahmen des Kulturprogramms insgesamt 600.000 Mark für Kunstwerke im IGA-Gelände bereitgestellt. Viele der Werke waren nur temporär aufgestellt, mehrere Skulpturen und Plastiken waren jedoch von Anfang an als dauerhafte Kunst im öffentlichen Raum vorgesehen und gestalten den Westpark mit:
- Die Wasserwand im Westsee mit einer im 45°-Winkel aus dem Wasser aufragenden Konstruktion, aus der ein Wasserfall stürzt. Der Rahmen von Alf Lechner südlich der Seebühne soll die Diagonale eines Würfels darstellen, der sich aus dem Wasserfall und seiner Spiegelung im See ergibt.
- Der Guten-Tag-Brunnen von Makoto Fujiwara steht an einem Hauptweg im Südwesten. Er besteht aus drei unterschiedlich großen Steinen mit polierten und naturbelassenen Flächen. So entsteht ein Kontrast aus Mattheit und Spiegelung, hell und dunkel und durch Wassereffekte aus trocken und nass.
- Drei zusammengehörende Werke von Johannes Leismüller begrüßen Besucher an zwei Eingängen und auf der Brücke, die die Parkteile verbindet. Sie bestehen aus Stahlgitterbögen, die sich über die Wege spannen und teilweise mit Kletterpflanzen bewachsen sind. Die Form der Gitter erweckt den Eindruck einer dritten Dimension der beiden Raumbögen, die bunte Fliegende Landschaft will die Fantasie anregen.
- Die Terrasse von Jean Clareboudt am Rosenhügel arbeitet mit dem Gegensatz von Stein und Stahl. Auf einem Kiesbett liegen acht Findlinge, auf denen eine Plattform aus Stahl ruht. Aus ihr ragt eine Stahlplatte gegen den Himmel. Form und Materialien bilden Kontraste zwischen Himmel und Erde, Enge und Weite.
- Ein Brunnen aus Backstein am Biergarten Hopfengarten von Klaus Schultze stellt das Thema Begegnung als Treffen von Mann und Frau dar.
- Der Kugelbrunnen von Christian Tobin (noch als Christian Mayer) am Südost-Eingang besteht aus einer 1,2 Tonnen schweren Granit-Kugel, die in einem kalottenförmigen Gegenstück ruht. Beide sind so exakt gefertigt, dass der normale Wasserdruck zwischen Kugel und Schale einen kleinen, die Schale vollkommen umfassenden Spalt erzeugt. Dadurch kann selbst ein Kind die große Steinkugel in langsame Drehung versetzen. Der Münchner Kugelbrunnen war das erste Objekt mit dieser seitdem vielfach verwendeten Technik.[54]

Im Erweiterungsgelände wurden 1992 weitere Kunstobjekte installiert, darunter Werke von Lothar Fischer, Helmut Schlegel und Joachim Schuster.